# 千日デパートビル火災事件
千日デパートビル火災事件（せんにちデパートビルかさいじけん）とは、1972年（昭和47年）5月13日夜に大阪府大阪市南区（現・中央区）の繁華街ミナミで発生した千日デパートビル火災において、防火管理や避難誘導などの注意義務に違反し重大な死傷結果を招いたとして、業務上過失致死傷罪で起訴されたデパートビルおよび風俗店の防火管理者ら3名の被告人に対して刑事責任を審理した一連の訴訟のことである。
第一審で被告人3名全員に無罪判決が出され、検察が控訴した。控訴審では一転して破棄自判により被告人全員に有罪判決が出され、判決を不服として被告人側は上告した。上告審で上告棄却が決定し、被告人全員の有罪が確定した。
日本のビル火災史上において最大の惨事となった本件火災の刑事訴訟は、火災発生の直接的な原因を作った疑いがある失火の当事者やビルの経営責任者は起訴されずに、ビルや店舗の防火管理者ら二次的な過失を犯した疑いがある者が起訴された。それは事件当時の日本の裁判では異例ということで司法判断の行方に注目が集まった。さらには雑多なテナントが同じビルに入居し、管理権原や防火管理が複雑に入り組む「雑居ビル」という新しい概念の営業形態が増えていた中で、管理権原者や防火管理者の過失責任がどこまで問われるのか、当時の日本では判例がなく、本件裁判の結果が先例になることから法曹界はもとより、消防関係者やビル管理関係者の間でも関心を呼んだ。また本件訴訟は、最終的な判決が確定するまで初公判から17年の歳月を費やしたこと、一審と二審で正反対の異なる司法判断が示されたことでも社会的な関心が高まった。

## 概要

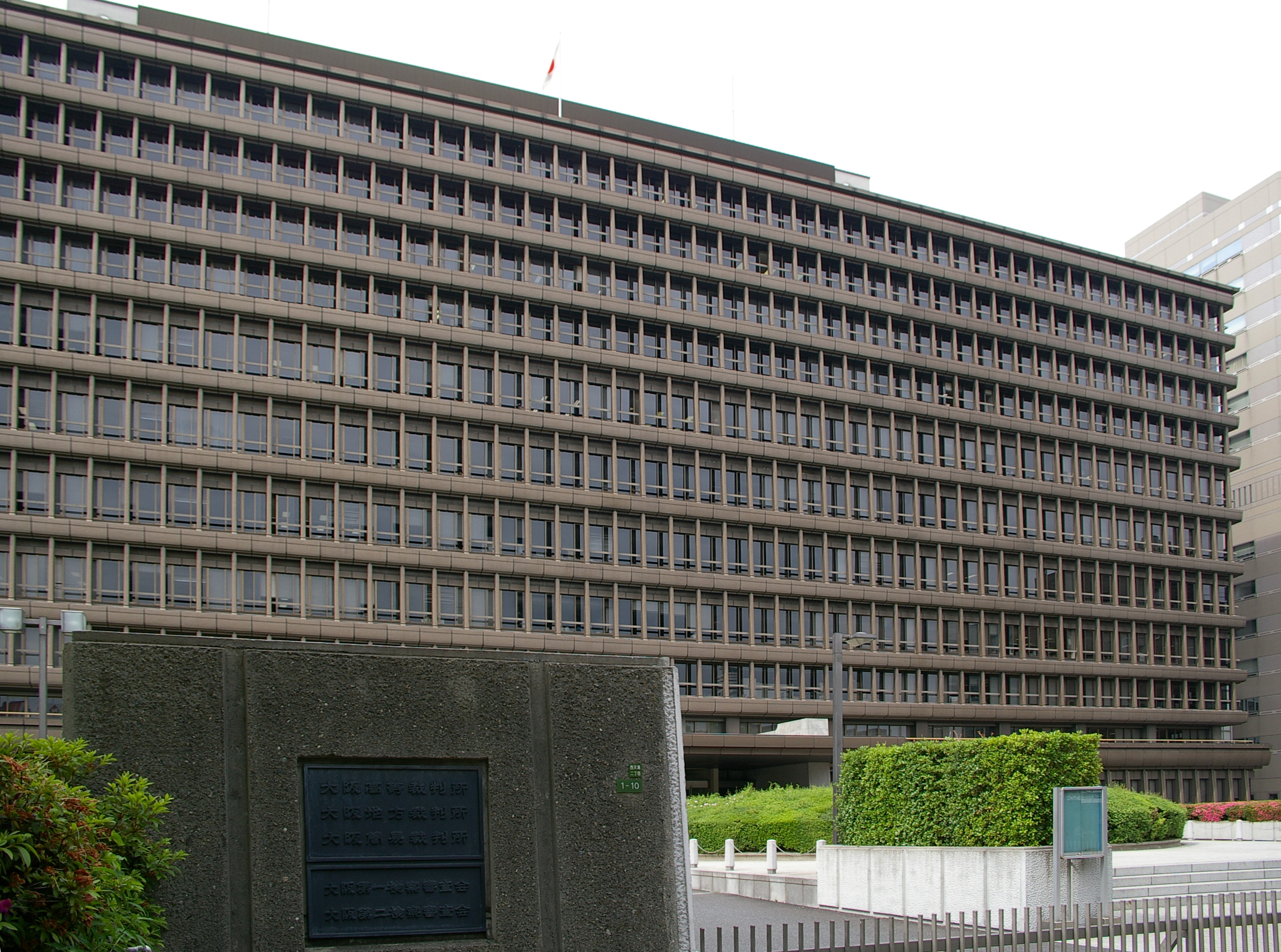
大阪高等・地方・簡易裁判所合同庁舎 第一審、控訴審の各公判が開かれた

千日デパートビル火災に関して、防火管理者らの刑事責任を追及し立件を視野に捜査をおこなっていた大阪府警捜査一課・南署「千日デパート出火事件」特別捜査本部は、1973年（昭和48年）5月30日に以下の管理権原者および防火管理者らを業務上過失致死傷容疑で大阪地方検察庁に書類送検した。送検されたのは日本ドリーム観光・千日デパート管理部次長、同管理課長、同保安係長の計3名、7階チャイナサロン「プレイタウン」を経営する千土地観光・代表取締役業務部長およびプレイタウン支配人の計2名、ニチイ千日前店店長の合計6名である。
大阪地検刑事部は1973年8月10日、書類送検された6名のうち、日本ドリーム観光・千日デパート管理部次長、同管理課長の計2名、「プレイタウン」を経営する千土地観光・代表取締役業務部長およびプレイタウン支配人の計2名の合計4名を業務上過失致死傷罪で起訴した。デパート管理部保安係長およびニチイ千日前店店長の計2名は、証拠不十分により不起訴処分となった。右2名の不起訴理由は、保安係長についてはデパート保安室の火災報知機によって火災を覚知しておきながら7階プレイタウンに連絡せずに同階滞在者の避難を遅らせた容疑によって送検されたところ、保安室で火災を検知したころには7階でも煙の流入を覚知していたことは明らかで、通報しなかったことに落ち度はないと判断された。またニチイ千日前店店長については、店内工事に際して監視責任を果たさなかった容疑で送検されたところ、工事立会人を置かなかったことは確かに落ち度であるが、火災発生と電気工事を関連させる証拠がないと判断され、いずれも不起訴処分が確定した。
刑事訴訟第一審は、大阪地方裁判所で1984年（昭和59年）5月16日に判決が出され、デパート管理部次長を除くその他の3被告人全員に無罪が言い渡された。なおデパート管理部次長については、第一審係属中に死亡したため1977年（昭和52年）6月30日に公訴棄却となった。検察は原審判決には事実誤認があるとして控訴した。
控訴審は、大阪高等裁判所で1987年（昭和62年）9月28日に判決が出され、原判決破棄で一転して被告人全員が有罪とされ、千日デパート管理部管理課長に禁錮2年6月・執行猶予3年、千土地観光の2被告にはそれぞれ禁錮1年6月・執行猶予2年の有罪判決が言い渡された。3被告人は判決を不服とし、最高裁判所の判断を仰ぐため上告した。
上告審は、1990年（平成2年）11月29日に最高裁判所第一小法廷で決定が言い渡され、裁判官全員一致の意見で原審判決を支持し上告棄却が決定となり、3被告人の有罪が確定した。本件訴訟は、裁判終結まで火災事件発生から実に18年6か月の歳月を費やした。
なお本件火災発生の翌日に「O電機商会」の電気工事監督が現住建造物重失火および重過失致死傷の容疑で逮捕、送検されていたが、被疑者本人の供述以外に証拠は存在せず、供述の内容も二転三転して一貫性がなく、のちに否認に転じるなど、犯人と断定する証拠がない等の理由により1973年8月10日、大阪地検刑事部は工事監督の不起訴処分を決定した。（分割記事につき、ここまで千日デパート火災「刑事訴訟」節の概要部に共通）
以降、本記事では起訴された日本ドリーム観光・千日デパート管理部管理課長（千日デパートビルの防火管理者）を「被告人A」、千土地観光・代表取締役業務部長（プレイタウンの管理権原者）を「被告人B」、プレイタウン支配人（プレイタウンの防火管理者）を「被告人C」と記す。なお公判係属中に死亡したことにより公訴棄却になったデパート管理部次長については「被告人D」もしくは「管理部次長」と記す。また本記事では、各公判廷の詳しい内容は割愛し、判決の理由、検討、判断に特化した内容とした。

## 第一審
千日デパートビル火災の刑事裁判は、1973年（昭和48年）12月25日に初公判が開かれ、上記起訴の被告人4名について、業務上過失致死傷罪での責任を問うことになった。高度経済成長に伴う都市の過密化や建物の高層化、深層化が急激に進み、複合用途に使われる「雑居ビル」も激増していた状況下で、テナントなどの管理機構が複雑に入り組んだ高層ビルで火災が発生した場合において、失火の当事者ではなく、ビルまたはテナントの防火管理者および管理権原者が刑事責任を追及されるのは、日本では異例ということで注目される裁判となった。
被告弁護人は、初公判から検察が示した起訴事実について約40項目にも及ぶ釈明要求をした。例えば「テナントが発注して工事業者に行わせる夜間店内工事に保安係員を立ち会わせなければならない根拠とは何か」「被告人C（プレイタウン支配人）は、従業員に客の避難誘導を指示しなかったと検察官は言うが、ホステスや従業員が死亡したのは店内で避難誘導をした結果ゆえでは」などという具合である。被告弁護人は、起訴状の表現や文言について、根拠や意味の説明を求める形を取り、徹底して反論する姿勢を示した。起訴事実に対して全面的に争い、無罪主張を展開した。
本件刑事裁判は、検察の認定では業務上過失致死罪に問われた被告人らは、各々の過失が競合した共同正犯であり、不作為による過失だと考えられることから「火災被害の予見可能性」を証拠上で明らかにすることが必要とされた。また複合用途ビルの防火、管理、監督上の刑事責任追及という全く新しい判例となるために公判廷での慎重な審理が求められた。

### 起訴状の要旨
大阪地方検察庁の各被告人に対する過失認定によれば、本件火災は、千日デパートの防火管理責任者（被告人Dおよび同A）が3階でおこなわれた閉店後の夜間工事に際して、日頃からの防火区画シャッターの点検整備を怠り、火災発生時に同シャッターを閉鎖せず、保安係員を工事に立ち会わせなかった注意義務違反により、3階東側で発生した火災を同階売場の一区画だけで食い止めることができず、火災を拡大延焼させ、発生した多量の煙を7階で営業中の「プレイタウン」に流入させた過失を「第一」とし、次に7階プレイタウンの管理権原者および防火管理責任者（被告人Bおよび同C）が階下の火災発生による煙の流入によって客や従業員が避難すべき状況があるにもかかわらず、それらに対する避難誘導を失念し、平素からの救助袋の保守点検を怠り、避難誘導訓練を実施しなかったことにより、客らに対する適切な避難誘導および救助袋による脱出救助を不能にした過失を「第二」とした。以上の2つの構成による各過失が競合した結果、被害を拡大させ、重大な死傷結果を発生させた、というのが検察の見解である。
大阪地方検察庁刑事部の起訴状の要旨は以下のとおりである。（被告人の地位、業務内容は省略）

求刑
1983年（昭和57年）9月27日に開かれた論告求刑公判で大阪地方検察庁は、被告人Aに対して禁固2年6月、被告人Bに対して禁固1年6月、被告人Cに対して禁固1年6月をそれぞれ求刑した。大阪地検は、求刑の理由として「被告人らが消防署の指導を無視し、防火管理の努力を放棄して利益の追求に専念したことが大惨事に繋がった。社会に与えた影響は大きく、刑事責任は重大である」とした。

### 被告人の弁護人らの主張
公判廷において被告人の弁護人らは、被告人Dおよび同Aについて、以下の理由により無罪であると主張した。
- デパート閉店後に6階以下の階で火災が発生した場合、公訴事実のような経路で煙が7階プレイタウン店内に流入することは予見できなかった[注釈 5]。
- 防火区画シャッターを夜間閉店後に毎日常時閉鎖する義務はない。このことについて弁護人らは以下の根拠を挙げた。
  - 千日デパートの防火区画シャッター（売場内）は、地下1階から4階までの間に全部で68枚あり、巻き上げは手動式で[注釈 6]、これらをすべて開店時に巻き上げるには多大な労力と時間を要し、数名の保安係員だけでは到底毎日開閉できない[注釈 7]。
  - 防火区画シャッターの開閉装置は、同一列にあるものは全て各シャッターに隣接する柱の同一側にあるため、いったん閉鎖すると反対側から開けることが出来ない。
  - 各防火区画シャッターには潜戸（くぐりど）が無いため、売場の防火区画シャッターを全部閉鎖してしまうと閉店後の保安係員の巡回が極めて困難になる。
  - 開閉が困難な手動式防火区画シャッターは、1958年（昭和33年）当時の建築基準法施行令においては適合していたものであり、当時の法令では火災発生の際に閉鎖できれば足りると考えられていた。その後、法令の遡及適用が為されなかったのだから、千日デパートビルの防火区画シャッターについては、設置当時の法令基準での使用方法で足りるのであり、夜間常時閉鎖の義務はない。
- テナントがおこなう工事にデパート管理部の保安係員が立ち会う義務はない。

同様に被告人Bおよび同Cについても、弁護人らは以下の理由により両被告人は無罪であると主張した。
- プレイタウンでは、消防当局の指導の下に消防訓練をおこなっていた。
- 同店内に煙が充満し、客らがパニック状態に陥ったために避難誘導ができるような状態ではなかった。
- ホール出入口からB階段に至る通路に煙が急速に充満したため、B階段へ行けば安全に避難できるとは判断できなかった[注釈 8]。→千日デパートビルの設備
- 救助袋は破損していたものの使用可能な状態にあり、袋の入口を起こせなかった理由は、従業員が使用方法を知らなかったからではなく、救助袋の投下を知った客らが、その場へ殺到したために投下作業中の者らが脇へ追いやられたことが原因である。

1983年（昭和57年）10月31日、第一審は弁護側が最終弁論を行って結審した。弁護側は最終弁論で「出火場所に居なかった被告人3名が刑事責任を問われるのはおかしい。管理責任を問われるべきは出火場所で出店し夜間工事をおこなったニチイにある。3被告人が刑事責任を問われたのは出火原因を特定できなかったためであり、世間体を取り繕うための人身御供になった」と主張した。判決公判は、最終弁論の翌年1984年3月末に開かれる予定となったが、諸般の事情で延期され、同年5月16日に開かれることになった。

## 第一審判決
第一審判決は、1984年（昭和59年）5月16日に大阪地方裁判所第6刑事部（裁判長裁判官・大野孝英）で言い渡された。主文は「被告人3名はいずれも無罪」であった。検察が主張した被告人らの火災被害の予見可能性および各注意義務については、その存在が概ね認められたが、各注意義務の履行、結果回避の可能性、火災発生と人的被害との因果関係、被告人3名の業務上の過失責任については、その大半が認めらず、検察側の主張は退けられた。弁護人らの被告人に対する無罪主張がほぼ認められた形の判決となった。
本件刑事裁判は、一審判決までに初公判から10年半、火災発生から12年の歳月を要した。一審判決までに長い期間を要した理由は、失火の容疑者は嫌疑不十分で起訴には至らず、出火原因も特定できずに「原因不明」と結論付けられたことから、原因を基にした責任追及が不可能になったことにある。そこで検察は、被告人である防火管理責任者らの職務権限による過失責任の追及に重点を置いた。それによって関係証拠を積み重ねて立証すべき事柄が多岐にわたり、証人出廷なども多くなったことで審理に時間が掛かったためである。
大阪地裁が「被告人3名を無罪である」と判断するに至った理由の要旨および検討の内容を判決文の要約を引用する形で以下に記す。なお公訴事実、認定事実、火災事件の概要や詳細等は、千日デパートビル火災の記事各節で記している内容と同様なので、本記事では省略する。

### 本件火災原因についての判断
本件火災の出火原因は、下記引用の大阪地裁認定のとおり原因不明である。ただし、大阪府警捜査一課・南署特別捜査本部の現場検証および現場火災実験の結果では、出火推定時刻（22時27分）の少し前に出火場所付近（3階東側売場）をタバコを吸いながら歩き回っていた工事監督の失火が原因であると断定した。しかしながら重過失失火等の容疑で逮捕した被疑者の供述が二転三転し信用性が疑われたこと、被疑者の供述以外に直接的な証拠が無かったことから被疑者が不起訴処分になったことで出火原因を確定させることができなかった。→出火原因

本件火災は、工事監督が3階東側を歩いている際にタバコを吸い、その煙草若しくはこれに点火する際に用いたマッチの火が原因となって発生した疑いが濃厚であるが、この点を証拠上確定することは出来ず、結局、出火原因は不明と言わざるを得ない。—大阪地方裁判所第6刑事部、判例時報1985（1133）

### 被告人Aの各注意義務および過失責任の有無
大阪地裁は被告人A（日本ドリーム観光・管理部管理課長＝千日デパート防火管理者）の過失責任に関して「同被告人はデパート閉店後に火災が発生した場合の拡大防止策を平素から講じていなかったのであり、そのために火災を拡大させ、多量の煙を7階プレイタウンに流入させた責任を問われている。したがって以下の検討すべき内容『7階プレイタウンに煙が流入する予見の可能性、デパート閉店後の防火体制、防火区画シャッター閉鎖の必要性、防火区画シャッター閉鎖の体制づくり、保安係員を工事に立ち会わせる義務』について、同デパート閉店後における防火体制のあり方およびその事態の検討をおこない、被告人Aの過失の有無を判断する」とした。
被告人Aが防火管理者として為すべき業務
（要旨）大阪地裁によれば「被告人Aの防火管理者としての業務は説示のとおりであり、右被告は千日デパートビルの防火管理全般についての業務に従事し、消防法第8条に規定する防火管理者の地位にあったのは明らかである」と認定した。
被告人Aは、日本ドリーム観光管理部管理課長として同会社が直営し、あるいは賃貸して営業している千日デパートビルについて、その維持管理の統括者である同管理部次長を補佐するとともに、1969年（昭和44年）4月30日から本件火災同日まで、同ビルの防火管理者として同ビルについての消防計画を作成し、消防法第8条に基づき消火・通報・避難等の訓練の実施、消防用設備等の点検整備、避難または防火上必要な構造および設備等の防火管理上において必要な業務に従事していた。—大阪地方裁判所第6刑事部、判例時報1985（1133）
煙がプレイタウン店内に流入する予見の可能性
（要旨）大阪地裁は、被告人Aが大阪市消防局主催の防火研究会などに出席し、ビル火災の特性や煙の流動性などについて説明や講習を受け、その内容を知っていたと解釈できることから「階下で火災が発生した場合の7階プレイタウンへの煙流入の予見は可能だった」と判断した。

- 千日デパート閉店後は、6階以下の一部の階には少数の滞在者がいるのみだが、7階プレイタウンには多数の客や従業員が23時まで滞在しているのであり、防火管理者は同デパートの防火体制を考えるうえで、これらのことを念頭に置かねばならない。
- 6階以下で火災が発生した場合、耐火構造の建物ゆえに7階まで燃え広がる恐れは少ないが、同デパートには煙を多量に発生させる可燃物（商品や内装材）が多数存在しているのは明らかであり、その煙が階段や換気ダクトなどを通じて7階まで到達することは充分に考えられる。
- 被告弁護人らは「被告人Aが南側（A南）エレベーター、階段（E、F）、換気ダクトを通って煙がプレイタウンに流入することは予見できなかった」と主張したが、同ビルで火災が発生した場合、煙が上層階に流入する具体的な経路までは予見できなくても、プレイタウンに煙が流入する恐れがあることは予見できたと認められる。
- 大阪市消防局および南消防署は、「福田屋百貨店火災」を教訓に管内の百貨店などに対して防火研究会と説明会をそれぞれ1回ずつ実施した。さらに消防当局は田畑百貨店火災を教訓とした夜間査察や特別点検を実施し、その結果を説明する防火指導会および説明会をそれぞれ1回ずつ開いた。合計4回開かれた説明会などに被告人Aは3回出席していた。また欠席した1回についてはデパート管理部の保安係長が出席し、その内容の報告を受けていたのであるから、各階段や換気ダクトが煙道になり、多量の煙が同店に流入することがあり得ることは充分に予見できたと認められる。
—大阪地方裁判所第6刑事部、判例時報1985（1133）
千日デパート閉店後の防火体制
（要旨）大阪地裁は「被告人Aなどのデパート防火管理者らが夜間に店内工事が行われる場合、テナントや工事業者に防火管理を徹底するように申し渡していたことは認められるが、その対応が不十分だ」とした。しかしながら火災原因が不明であることから「防火予防措置に落ち度があったとしても被告人Aの過失は問えない」と判断した。

- ニチイ千日前店の売場改装工事に際して、デパート管理部次長はニチイ千日前店店長に対して工事の要望書を交付し、被告人Aと管理部次長がニチイと工事業者らを集めて要望事項を伝えているが、そのなかで喫煙については所定の場所であらかじめ水を入れた大きな容器を置き、そこでタバコを吸うように要望していることが認められるから、火の不始末による火災予防について、いちおうの対策は講じていた。大阪市内の大手百貨店では、閉店後の工事に際して部外者が店内に入るときは、百貨店側が喫煙用のバケツ等の容器を用意し、それを使用させていたことが認められるから、それらの事例に比べて、右のような要望をしただけで喫煙用の容器等をニチイや工事関係者に用意させていた被告人らの措置は、火災予防の措置としては不十分であるが、火災原因が不明である以上、火災予防措置に落度があったとしても、この点をとらえて被告人Aの過失を問うことは出来ない。
—大阪地方裁判所第6刑事部、判例時報1985（1133）
閉店後に防火区画シャッターを閉鎖しておくことの必要性
（要旨）大阪地裁は、閉店後の夜間店内工事に際して火災延焼防止のためにあらかじめ防火区画シャッター等を閉鎖しておく必要性を認めた。また被告人Aが防火区画シャッター閉鎖の必要性を認識していた事実も認めた。

- 3階東側売場で発生した火災を同エリアだけで食い止めるには、北側と南側に設置されている2か所の空調機械室間を南北に一直線で結ぶ6枚の防火区画シャッターを閉める必要があったが、工事作業者らが3階で火災を発見したあとの火災の拡大と急速な煙の充満した状況によって、ボタン操作で降下可能な6枚の防火区画シャッターのスイッチがある東側には近づけなかった。また保安係員を工事に立ち会わせることの実現性は低く、訓練も受けていない工事作業者らが防火区画シャッターを閉鎖することは出来なかった。結局のところ、工事に際して開けておくべき防火区画シャッターと防火扉以外は、あらかじめすべて閉鎖しておき、火災発生時には開けておいた2枚の防火区画シャッターを直ちに閉鎖する方法しか火災を食い止める手立てはなかった。
- 夜間は保安係員5名と電気・気罐係2名がデパートビルに勤務（宿直）しているが、仮に2階から4階の間で火災が発生した場合、それらの階には熱式感知器が設置されていないことから、速やかに火災を発見し、保安係員などが現場に駆けつけ初期消火や防火区画シャッターを閉鎖できる体制になかったことは明らかである。また地下1階もしくは1階で火災が発生した場合を考えてみても、初期消火に必ずしも成功するとは限らず、保安係員らが19枚もある1階の防火区画シャッターをとっさに閉鎖できるかどうかは疑わしい。保安係員らが、平素から防火区画シャッターを閉鎖する訓練を受けていたとしても、初期消火の傍らで冷静に行動できるとも限らず、潜戸のない同デパートの防火区画シャッターのどこを開けてどこを閉めるのかを判断するのは難しい。この点を考えても防火区画シャッターは閉店後にそのすべてを閉鎖しておく必要がある。
- 大阪市消防局は、田畑百貨店火災の発生を受けて、夜間の防火区画シャッター閉鎖を指導する方針に改めたことから、千日デパートに対しても同シャッターを閉店後に閉鎖するように指導していた。その査察の際に被告人Aと保安係長は、消防局係官に対して「防火区画シャッターを降ろすのは簡単だが、手動式なので巻き上げに時間が掛かり、少ない保安係員で57枚ある同シャッターを巻き上げるのは困難なために閉鎖していない」と答えている。それに対して消防係官は「上司に改善を要求すべきだ」と答えたところ、被告人Aは後日上司に「電動式に替えられないか」と尋ねているのであり、少なくとも同被告人は、夜間の防火区画シャッター閉鎖の必要性は認識していた。
—大阪地方裁判所第6刑事部、判例時報1985（1133）
被告弁護人らの主張に対する判断
（要旨）被告弁護人が「夜間閉店後に売場の防火区画シャッターを常時閉鎖しておく義務はない」旨を主張したことについて大阪地裁は「千日デパートビルの防火区画シャッターは手動巻き上げ式で開店時の作業が困難であったところ、各階段の出入口シャッターは以前から電動式が備わっており、日本ドリーム観光は売場出入口シャッターの常時閉鎖の必要性は認識していた。そのことから右同社は売場内防火区画シャッターについては火災発生時だけ閉鎖すれば足りると判断していた。しかしながら消防当局からの指導により売場防火区画シャッターの夜間閉鎖の必要性が生じたのだから、その体制を早急に整えるべきだったが、その実効性は無かった」とした。

- 同ビルの売場に設置されている防火区画シャッターは、同シャッターを設置した1958年（昭和33年）当時の法令基準には適合していたものであり、その後の法令の改正でも遡及適用はされなかった。その一方で同ビルの各階段出入口の防火シャッターは当初から電動巻き上げ式のものが備わっており、日本ドリーム観光の考えでは階段出入口は常時閉鎖する必要があり、売場の防火区画シャッターは火災発生時だけ閉鎖できれば足りると判断し、それらを設置したと考えられる。しばらくはその取扱いで特に問題が無かったところ、田畑百貨店火災による夜間の防火区画シャッター閉鎖が消防当局から指導され、夜間常時閉鎖の必要性が存在するようになった以上、日本ドリーム観光は、その体制を早急に整えるべきであった。
- 1階から4階までの計61枚の防火区画シャッターのうち、3階の自動降下式4枚を除く57枚の同シャッターを毎日閉店後に閉鎖し、開店前に巻き上げるには、1枚につき3分から5分の時間を要する。保安係員のうち、シャッターの巻き上げに割ける人員は最大3名に過ぎず、これらが1名平均19枚を巻き上げなければならないことを考えると、作業効率の観点から巻き上げ完了まで1時間35分程度の時間が必要になる。これを実現可能にするためには人員を増員するか電動式に替える体制を整えない限り難しい。
—大阪地方裁判所第6刑事部、判例時報1985（1133）
防火区画シャッターを閉店後に閉鎖できる体制づくり
（要旨）被告人Aが手動巻き上げ式の防火区画シャッターを閉店後に閉鎖し、開店時に巻き上げる体制を作るには、1.保安係員の増員、2.他の従業員の協力を得る、3.テナントの協力を得る、など右の方策が考えられるところ、それについて大阪地裁は「いずれも人員の確保や労働条件の問題から実現が難しかった」とした。またテナントの協力についても大阪地裁は「テナントには、防火管理はデパート管理部が行うべきだとする認識があり、そのことからもテナントの協力を得るのはやはり困難で、被告人Aが防火区画シャッター閉鎖の体制づくりを行おうとしても実際に実現できたかは疑問だった」とした。
売場内の手動巻き上げ式防火区画シャッターを毎日閉鎖するための体制づくりとしては、以下の3点が考えられる。
1. 保安係員を増員する。
2. デパート管理部の他の従業員にも担当させる。
3. テナント従業員の協力を得る。

- 「１」については、待遇面が良くないことから欠員の補充が困難であった。日本ドリーム観光は保安係員の待遇改善には消極的であり、保安体制強化のために増員することにも消極的であったため、被告人Aが上司に保安係員の増員を働きかけても実現は難しかった。
- 「２」については、火災当日の同管理部の出勤表によれば、9時30分ごろまでに保安係員を含めて54名が出勤していたことが認められ、各々が1枚から2枚の防火区画シャッターを巻き上げれば、それほど時間もかからず可能であった。しかしながら、本来の業務以外の作業を保安係員以外の従業員におこなわせることは、労使間で労働条件を変更する交渉をおこなうことになり、日本ドリーム観光が労働条件の変更に応じるような状況にあったという証拠がない。また被告人Aと管理部次長が従業員側に労働条件の変更を申し入れたとしても火災当日までに実現できたかは断定が難しい。さらには保安係員について、24時間勤務明けの際に交代要員の協力が得られるかどうか検討したところ、結局のところ防火区画シャッター閉鎖に割ける人員は最大3名で、早出の対応も必要になるが、待遇面の悪さから労働加重を強いるような要請に対して従業員の協力が得られたかどうか疑問である。
- 「３」については、そもそもテナント側は防火区画シャッターの存在をあまり重要視しておらず、シャッターライン上に商品や商品台などを置いており、火災当日も地下1階で7枚中2枚、1階で19枚中11枚、2階で19枚中8枚、3階で15枚中11枚、4階で8枚中3枚がシャッターを閉めた場合に下まで完全に降りない状態だった。各テナントは、防火区画シャッター閉鎖に対して非協力的であり、被告人Aの上司に直接交渉して天井裏を倉庫にしたり、1階外周店舗を物置にしたりしていて、デパートビルの防火管理は専らデパート管理部が行うべきものと考えていた。ニチイについては、3階と4階を賃借した際に、売場に面した階段C、E、Fの各出入口の防火シャッターと防火扉の閉鎖ならびにエスカレーター防火カバーシャッターの閉鎖をデパート側との合意に基づき、同店の従業員が閉店時におこなう取り決めがなされていた。しかし売場内の防火区画シャッター閉鎖については、双方の間で何らの取り決めもされていなかった。同シャッター閉鎖の実現については、シャッターラインの確保は他のテナントと同様の問題があったうえ、同シャッターを毎日開閉するとなると、ニチイとしても従業員の労働条件に関係してくることから、同管理部がシャッター閉鎖の協力をニチイに求めたとしても、それを容易く実現できたかは疑問である。したがって仮に同被告人が各テナントに協力を要請しても防火区画シャッターの夜間閉鎖や巻き上げ作業の協力を得るのは著しく困難であり、同シャッター閉鎖を実現できたかは甚だ疑問である。
—大阪地方裁判所第6刑事部、判例時報1985（1133）
本件火災当日だけでも防火区画シャッターを閉鎖しておくことの可能性および過失責任
（要旨）火災当日だけでも防火区画シャッターを閉鎖しておく可能性について大阪地裁は「工事があるときだけ防火区画シャッターを閉めるにしても、1階ないし3階にはエスカレーターに防火カバーシャッターが備わっていないことから、合計41枚の防火区画シャッターを閉鎖しなければならず、結局のところ1階ないし4階のすべての同シャッターを閉鎖する場合と大差が無くなるので、あらかじめ同シャッターの閉鎖体制が整っていなければならず、本件火災までにその問題が解決したという証明がない」とした。また被告人Aの防火区画シャッター閉鎖実現の可能性について大阪地裁は「同被告は、防火区画シャッター閉鎖実現に向けての方策について、公判で具体的な供述をしておらず、その実現が状況的に可能であったとは認められない」とした。

- 3階の工事に際して、火災延焼を防止するために防火区画シャッターを閉鎖する場合、1階から3階までの間にはエスカレーターの防火カバーシャッターが設置されていないので、1階から2階までのエスカレーター周辺の防火区画シャッターを合計32枚閉めなければならず、3階についても工事に必要な個所を除いて9枚の防火区画シャッターを閉めなければならない（ただし3階から4階のエスカレーターには防火カバーシャッターが備わっている）。結局のところ1階から4階までの57枚ある防火区画シャッター全部を閉めるのと大差が無くなることから、デパート閉店後の工事に際して平素から防火区画シャッターを開閉できる体制が整っていなければならない。工事がある日だけ防火区画シャッターを閉鎖するにしても、結局は毎日閉鎖する場合と同じ問題が生じるのであり、本件火災までにこれらの問題が解決できたという証明ができない。
- 被告人Aは「自分がデパート店長や管理部次長に働きかけ、テナントの協力を得られるような方策を講じ、閉店後に防火区画シャッターを閉鎖すべきであった」とか、「平素から防火区画シャッターを閉鎖しておけば、自然とシャッターラインも確保されるようになったと思う」と供述しているが、どのような方策を講じればそれらが実現するのか、具体的なことを何も供述していないのであり、防火区画シャッター閉鎖の実現性は状況的に可能であったとは認められない。
—大阪地方裁判所第6刑事部、判例時報1985（1133）
以上の各検討結果から大阪地裁は、被告人Aが火災発生当日に防火区画シャッターを閉鎖していなかった過失責任を以下のように判断した。

店内工事立会いについての日本ドリーム観光側の義務
（要旨）大阪地裁は「日本ドリーム観光は千日デパートに入居する各テナントに対して、盗難や防火などの保安管理を行う義務があった」と認めた。また火災当日の夜間工事に際しては「3階には工事発注者のニチイ以外に4店舗が入店しており、それらの店舗に対しての保安義務もあることから、日本ドリーム観光は保安係員を夜間工事に立ち合わせる義務があった」とした。また被告人Aは「上司に保安係員の工事立会いを要請すべきだった」とした。

- 千日デパートの職務分掌によると、保安係の職務の一つに「店内諸工事等の立会いならびに監視取締り業務」が挙げられていた。しかしながら昭和40年以降から店内の工事に際して、一部のテナント工事を除き、保安係員が工事の立会いをおこなうことはなかった。日本ドリーム観光と各テナントとの売場賃貸借契約では、デパート閉店後にテナントが宿直することを禁じ、閉店後の残業についてはデパート管理部への届け出を必要とし、売場や施設の改造をおこなう場合は事前にデパート管理部の許可を得る必要があった。

さらには各証拠によると各テナントは・・・
1. 付加使用料名目の共同管理費を賃料と一緒に毎月支払っていて、それは主に保安係員の給与に充てられていたこと
2. 各テナントの各売場は、デパート閉店後においては宿直員不在のために無防備な状況に置かれており、通常は各テナントが同デパート店内で工事をおこなう場合、テナントの従業員が工事業者を監督するために居残っていたこと
3. テナントによる店内工事に関して、商品等の管理についてはテナント従業員が現場にいるのであれば他者が管理する必要は認められないこと
4. テナントが工事を監督する場合、主に工事の進捗確認をおこなうのであるから、目の届く範囲は工事現場とその周辺に限られること

・・・など、以上の諸点を考えると、日本ドリーム観光と各テナントとの間では、閉店後にテナントが不在の間は、その売場の管理を日本ドリーム観光がおこなう管理契約が結ばれていたと認められる。

- テナント従業員が工事のために居残っている場合は、保安係員を立ち会わせる義務はないが、工事に関係ない他の不在テナントとの関係では、防犯と防火、その他の事故防止のために日本ドリーム観光は、保安係員を工事現場に立ち会わせて、その周辺を警備する義務を負っていたと解釈できる。
- 3階売場については、ニチイがフロアの大半を賃借していたものの、その一部に他のテナントが4店舗営業しており、それら4店舗は火災発生当時に従業員は不在であり、ニチイがおこなう工事にニチイの従業員は1人も立ち会っておらず、日本ドリーム観光は保安係員を工事に立ち会わせるべき義務があった。
- 被告人Aは、防火区画シャッター閉鎖の問題、デパート内に燃えやすい商品が大量に置かれていた状況、保安係員などの人員の現状を鑑みれば、万が一の火災発生に備えて3階工事現場に保安係員を立ち会わせるよう管理部次長に要請すべきであった。
—大阪地方裁判所第6刑事部、判例時報1985（1133）
保安係員を工事に立ち会わせなかった被告人Aの過失責任
（要旨）テナントが行う閉店後の夜間工事に際して、被告人Aが保安係員を立ち会わせなかったことに対する過失責任について大阪地裁は「デパートビルの脆弱な保安体制、日本ドリーム観光の保安管理に対する消極姿勢、被告人Aの職務権限の限界などの理由により、同被告人の過失責任を認める証拠がない」とした。

- 火災当日の保安係員の夜間勤務体制は欠勤者が1名いたために4名であり、そのうちの1名は従業員通用口の受付を担当し、1名は保安室内で監視業務をおこなっており、残りの2名が店内の巡回を担当していた。店内巡回は必ず2名1組で実施されており、1名だけでは安全上問題があることから工事に立ち会うために人員を割くことはできず、巡回担当の2名のうちの1名を工事に立ち会わせることは不可能であった。また非番の保安係員を臨時に宿直させることは24時間勤務体制なので実現は難しかった。
- 日本ドリーム観光の常務取締役の地位にある千日デパート店長が、テナントが売場でおこなう工事については、大工事の場合を除き、当該テナントが立ち会うべきで、日本ドリーム観光側から立会人を出す必要はないとの見解を取っており、また同社は保安係員の増員については消極的であった。
- 保安係員の増員や、また他の部門の社員を工事の立会いに充当することも新たな経費が必要なことから実現は難しかった。　同社がテナントから徴収していた付加使用料名目の共同管理費は、保安係員の給与に充てられており、本件火災当時にはテナントに対して3度目の値上案を提示し、テナントが検討中という状態だった。このことから被告人Aと管理部次長が上司であるデパート店長に対し、工事に立ち会うための人員確保を進言したとしても容認されて実行されたかどうかは疑問である。また同被告人らにこれらの措置を取る権限があったと認める証拠がない。
—大阪地方裁判所第6刑事部、判例時報1985（1133）

以上の各検討結果から大阪地裁は、本件火災当日に実施された夜間店内工事に際して、被告人Aらが保安係員を工事に立ち会わせなかった過失責任について、以下のように判断した。

### 被告人Bおよび同Cの避難誘導に関する各注意義務および過失責任の有無
大阪地方裁判所は、被告人B（千土地観光・代表取締役業務部長＝プレイタウン管理権原者）および同C（プレイタウン支配人＝プレイタウン防火管理責任者）の過失責任に関して、消防訓練の実施、両被告の防火意識、B階段の安全性、避難計画を立てた場合の煙流入の予見可能性、B階段へ避難誘導した場合の結果回避、救助袋のメンテナンスの必要性と可能性、救助袋を使用しての避難訓練の必要性、救助袋を使用した避難誘導の可能性、救助袋による避難誘導が実行できた場合の結果回避の可能性と因果関係、それぞれについて検討をおこない、以下の各判断を下した。
防火対象物としてのプレイタウン
（要旨）大阪地裁は「プレイタウンは、消防法令が定める特定防火対象物であるのは明らかである」と認定した。→プレイタウンについて

プレイタウンは、前記説明（略）のとおりの規模、利用形態のキャバレー（アルバイトサロン）であるから、消防法令により、その管理について権限を有する者が防火管理者を定めるべき防火対象物であることは明らかである。—大阪地方裁判所第6刑事部、判例時報1985（1133）
被告人Bの管理権原者としての業務
（要旨）大阪地裁の判断では「被告人Bの管理権原者としての地位と業務は説示のとおりであり、同被告人が職責に照らしてプレイタウン防火管理責任者である被告人Cに対して防火管理上の必要な業務を行わせる義務を負い、従業員らを指揮監督する業務に従事していたのは明らかである」と認定した。

被告人Bは、1970年（昭和45年）5月にプレイタウン等を経営する千土地観光の代表取締役業務部長に就任している。千土地観光の運営は人事や経理面で親会社の日本ドリーム観光から大きな制約を受けているものの、千土地観光の日常業務は取締役で実権を握る「デパート管理部次長」を除く被告人Bら4名の取締役において処理し、プレイタウンほか2店については被告人Bが各店の支配人を通じてこれらの管理を担当していたのであるから、同被告人はプレイタウンの管理について消防法8条の定める「権原を有する者」に該当する。したがって同被告人は、同条の定めるところに従い、防火管理者を定め、これに消防計画の作成、右計画に基づく消火、避難等の訓練の実施、消防に使用する設備、消火活動上必要な施設等の点検及び整備、避難または防火上必要な構造および設備の維持等、防火管理上必要な業務をおこなわせるべき義務を負い、これらの点について、防火管理者およびその他の従業員を指揮、監督する業務に従事していたものである。—大阪地方裁判所第6刑事部、判例時報1985（1133）
被告人Cの防火管理者としての業務
（要旨）大阪地裁の判断では「被告人Cの防火管理者としての業務は説示のとおりであり、同被告人が職責に照らしてプレイタウンで防火管理上の必要な業務を果たすべき立場にあったのは明らかである」と認定した。

被告人Cは、1970年（昭和45年）9月1日にプレイタウンの支配人になり、1971年5月29日付で同店の防火管理者に選任されたものであるから、防火管理者に就任後は、消防法8条の定めるところに従い、同店について消防計画を作成し、これに基づく消火、避難等の訓練の実施、消防に使用する設備の点検および整備、避難または防火上必要な構造および設備の維持等、防火管理上必要な業務をおこなう義務を負い、右業務に従事していた。なお、同被告人が支配人に就任後、防火管理者に選任されるまでの間、同店には防火管理者が選任されていなかったが、被告人Cは、被告人Bを補佐して来店した客らの安全確保に万全を期すべき支配人の職責を有していたことに照らして、右期間中も管理権原者である被告人Bの指揮、監督の下に、右同様の防火管理上必要な業務を果たすべき立場にあった。—大阪地方裁判所第6刑事部、判例時報1985（1133）
プレイタウンにおける消防訓練の実施状況及び両被告の防火意識
（要旨）大阪地裁は「プレイタウンに対して消防当局からの避難誘導に関する指導は何もなく、被告人Bは管理権原者としてプレイタウン防火管理責任者である被告人Cを指導監督したことはなく、また被告人Cも階下で火災が発生することを想定して避難訓練を行ったことはなく、両被告ともに火災の対策を何も考えていなかった」とした。

- 被告人Cが支配人に就任後におこなわれた消防訓練は1回だけで、ステージ付近から出火したことを想定して初期消火、通報、避難をおこなうものであった。その時間の大半が南消防署から指導に来た係官から消火器による初期消火の必要性や避難についての説明に費やされた。そのなかでは「B階段が最も安全であるから同階段から避難するように」という指導は為されず、4か所の階段のうち、火や煙が流れてくる方向とは反対方向にある階段へ逃げる指導がおこなわれた。本件火災のような煙だけが店内に流入した場合を想定して煙の中を突っ切って逃げることや、ビル全体としての総合的な訓練の必要性までは指導されなかった。また救助袋についても被告人Cが消防当局から使用方法や説明を口頭で受けたことはなかった。
- 被告人Cは、プレイタウン店内の火元や火災の予防については気を配っていたものの、実際に火災が発生した場合の対策については、6階以下の階で火災が発生した場合はおろか、店内から出火した場合について何も考えていなかった。被告人Bについても同様で、デパートビルの6階以下の階で万が一に火災が発生した場合を念頭に置いて、被告人Cらプレイタウン従業員を指導監督したことはなかった。
—大阪地方裁判所第6刑事部、判例時報1985（1133）
B階段の安全性について
（要旨）B階段について大阪地裁は「B階段は、構造上において火災の際に煙が充満する可能性は低く、7階から地上への避難路となり得る。被告人CがB階段の構造を把握し、平素から同階段を避難経路として考えておけば、火災の初期段階では救助袋の使用と併せてプレイタウン滞在者を地上へ避難させられたと一応考えられる」とした。

- 階段A、E、Fについては、火災により煙が充満していたことは明らかであり、B階段は、その構造上において同デパートの売場から二重の鉄扉で遮断されている。また火災初期に消防隊員が内部探索のためにB階段を駆け上がったところ、4階付近までは問題なく行けたが、5階より上は黒煙に汚染され侵入が不可能であった。これは7階プレイタウンからの脱出者がB階段出入口ドアを開けっぱなしにした結果であるから、もしドアが閉鎖されていれば煙の流入は無かったことからB階段は通行可能だったと考えられる。
- 被告人Cが、平素からB階段の状況を把握し、6階以下の階で火災が発生した場合に安全な避難路はB階段しかないことを認識して、従業員に対しそのことを教育し、たとえクロークに煙が充満していても、そこを突っ切ってB階段から避難するように指導、訓練するとともに、救助袋の正しい使い方を従業員に徹底させ、少なくとも投下訓練をしておけば、火災の初期においては同店の滞在者を地上まで無事に避難させられた、と一応考えられる。
—大阪地方裁判所第6刑事部、判例時報1985（1133）
被告人Cが防火管理者として業務を忠実に遂行した場合の予見可能性
（要旨）被告人Cが防火管理者として業務を忠実に遂行した場合、同被告人が立案したであろうと考えられる避難計画および流入する煙についての予見可能性について大阪地裁は「被告人Cは、防火管理者として幾度かの講習を受けていたが、手元に置いていた冊子を難しくて面白くもないからと読んで理解しようともせず、ビル火災の特徴や避難誘導の方策を学ばなかった。それにより最適な避難経路や避難方法を策定できず、従業員に対する訓練や指揮命令の指導ができなかった。もしも同被告人が防災や避難の必要な知識を身に付け、平素から避難誘導について考えていたなら、様々な検討結果からB階段こそが唯一安全な避難階段であり最適な避難路だと結論付けることは十分可能だった。しかしながらB階段へ誘導する際に通るエレベーターホールは構造上では煙が充満する可能性は低いはずだが、実際にはエレベーターシャフトの欠陥により煙が同シャフトへ流入し7階へ噴き出した。被告人Cがそのような欠陥に気付くはずもないから防火管理者としての業務を忠実に遂行するとすれば、エレベーターホールに煙が充満しないことが前提になる。エレベーターから煙が噴き出す可能性は少ないはずが本件火災ではそうではなく、エレベーターホールが煙で汚染された。そのような事態が起こるのであればB階段にも同様の欠陥がある可能性も考えられる。本件の状況であればB階段からの避難は困難になるので火元から遠いF階段からの避難が最適だと言える」とし、「混乱した状況下で予期しない煙の噴出によってB階段への避難誘導および救助袋による脱出を被告人Bが立案するのは困難だ」と判断した。

- 被告人Cが防火管理者としての業務を忠実におこなうためには、ビル火災の特徴および避難のあり方、各階段の構造を知ったうえで避難経路を決めなければならないが、同被告人がそれを知りうるためには、防火管理者の講習を受けた際にテキストとして使用した「防火管理の知識」と題する冊子を読むと同時に消防訓練等の機会を得て、消防関係者の指導を受けるしか方法がないと思われる。ところが同被告人は、冊子の内容が難しく、面白くもない本だと思って読んでいなかった。しかしながら同被告人は防火管理者として多数の客や従業員を避難させる業務上の責務を負っているのであるから、必要な知識を習得するように努めるべきなのは当然のことである。理解できる部分だけの拾い読みでも、ビル火災に関する最低限の知識は得られたはずである。
- その知識を使えば、プレイタウンに通じている4つの階段のいずれかを使って地上に避難させるべきだと気付き、どの階段が最も安全であるかということに考えが及ぶ。階段A、B、E、Fの各々の構造や状況、6階以下の階で火災が発生したときの煙の侵入経路を検討すれば、B階段が安全確実に地上に避難することができる唯一の階段である、との結論に至ることは十分可能だったと認められる。
- B階段が唯一の安全な避難階段であれば、次にクロークからB階段までの誘導を考えなくてはならない。しかしクロークの中に入るためには幅65センチメートルのカウンター端の出入口を通らねばならず、幅からして1人ずつしか通れないのであるから、避難誘導する際にはホール出入口とクローク付近に従業員を数名配置しなければならない。クロークに殺到する客らの混乱を抑えつつ、円滑にクロークを通りぬけさせなければ、全員を無事にB階段から地上へ避難させるのは困難になる。
- 次に被告人Cは、ホールからクロークにかけての間が煙で充満する場合も検討しなければならない。6階以下の階で火災が発生した場合にクローク付近に煙が流入してきそうな場所は、A階段か2基のプレイタウン専用エレベーターが考えられるが、7階のA階段出入口は鉄扉で常時閉鎖されており、多量の煙が侵入する可能性は少ない。2基の専用エレベーターについても地下1階と7階以外に出入口が存在しないこと、地下1階エレベーターホールと地下1階売場の間は防火扉で遮断されていることを考えれば、この2つが煙の侵入経路になるとは考え難い。しかしながら実際は南側（A南）エレベーターの2階と3階部分の天井付近に隙間があり、その部分からエレベーターシャフトに多量の煙が流入した。その隙間については、火災によって天井が崩落するまでは誰にも気づかれなかった欠陥であり、被告人Cがこれに気付いていたとは考え難いから、同被告人が防火管理者として業務を忠実に遂行して避難計画を立てる場合は、ホールとクロークの間にエレベーターシャフトから煙が流入して充満することがない前提に立つものと考えられる。
- 検察官は「建築工事においては手抜き工事がおこなわれることは、社会通念上においては予測できることであるから、エレベーターシャフトから煙が流入する可能性は充分にあった」と主張する。しかしながら、エレベーターシャフトの手抜き工事を予想できるのであれば、B階段についても壁や防火扉の設置部分に欠陥があると予想する余地があり、B階段は煙が侵入しない階段であると考えることも出来なくなる。逆にB階段に手抜き工事がないものと考えるのであれば、エレベーターシャフトに手抜き工事がないものとして考えても不合理はない。B階段は構造が完全で、エレベーターシャフトには隙間がある、と考える特別な事情があることを窺わせる証拠もない本件においては、プレイタウンの防火管理者がその業務を忠実に遂行していれば、避難については前記のようなことを考えて従業員を指導したであろうと考えざるを得ない。
- 6階以下の階で火災が発生した場合、その発生場所によってはプレイタウン専用エレベーターのシャフト内（又はB階段）に煙が流入する可能性が予測できる。それは地下1階のプレイタウンエレベーターロビーまたは1階プレイタウン出入口で火災が発生した場合である。しかしながら、地下1階ロビーにある可燃物は少量であり、防火扉で売場と遮断されていること、また1階プレイタウン出入口についても同様で、多量の煙が7階に流入するとは考えられない。消防当局は、火元から遠い方へ避難するという「2方向避難」について指導していたのであり、この場合はB階段よりもF階段から地上へ避難するのが最適である。
—大阪地方裁判所第6刑事部、判例時報1985（1133）

以上の各検討から大阪地裁は、被告人CがB階段への避難誘導を為し得た可能性について、以下のように結論付けた。

B階段へ避難誘導する方法での結果回避の可能性
（要旨）大阪地裁の判断では「被告人Cが仮にB階段からの避難計画を立てていたとしても、南側（A南）エレベーターから噴き出す猛煙によって混乱を来し、事態を正確に把握して『B階段こそが安全な避難路だ』と判断できたかは疑わしい。実際に避難できたかどうかも疑わしく、混乱を抑えることも困難である。むしろ煙が噴き出す方向とは逆のF階段から避難させようと考えたはずで、煙が噴き出す方向に逃げようとした避難者を押しとどめたと考えられる」とし、B階段への避難誘導による結果回避の可能性を否定した。

- 被告人Cが前記のような避難計画を立てていた場合、ホール出入口からクロークまでの間に煙が充満していなければ、避難誘導する従業員を適切な場所に配置し、客や従業員らをB階段に誘導して避難させられたと考えられる。しかしながら実際は同被告人がクローク前へ行ったころにはエレベーターシャフトから多量の煙が流入してきていたのであり、従業員を配置して避難誘導させるには困難な状況となっていた。それでも避難誘導をおこない、B階段へ誘導するためには、同被告人が指示を出し、従業員らが先導して客らをその方向へ案内するしかない。だが、それも出来ないほど多量の煙がエレベーターシャフトから流入し、同被告人の予想をはるかに超えるほど頭の中が混乱したであろうと考えられる。したがって同被告人が事態を正確に理解し、B階段が安全な避難路であると判断して対処できたとは考え難い。
- 被告人Cの判断が適切で、従業員らに対して指示を出せたとしても、クローク付近に充満した煙の状況では、避難経路に不案内な客らが猛煙のなかを通り抜ければ安全であると信じて、混乱なく行動できるかどうかは疑問である。仮に何名かが煙の中を突っ切ってB階段へ避難したときに、大勢の避難者があとに続いて殺到し、クロークの中を通り抜けられずに大混乱が起こることは必至であり、同被告人がその混乱を抑えることは困難である。
- 最初に南側（A南）エレベーターから噴き出す煙に気付いた従業員らは、事務所前の換気ダクトから噴き出す煙には気付いていないのであり、被告人Cや消防当局からの指導で避難訓練を受けていて、訓練内容を理解したうえで、直ちに避難誘導を実行していたとすれば、煙とは逆の方向、すなわちF階段から避難しようと考えたはずである。よって、客や従業員らが出入口からクロークの間へ出て来るものがあれば、ホールへ戻るように押し止めたと考えられる。
—大阪地方裁判所第6刑事部、判例時報1985（1133）
B階段へ避難誘導しなかったことによる両被告人の過失責任
（要旨）大阪地裁は「被告人Cが階下での火災を想定して避難計画を立てていたとしても、南側（A南）エレベーターから多量の煙が噴き出すことは想定外であり、同被告人が適切な判断を下して避難誘導できたかは疑問であり、仮に被告人Cや従業員によってB階段への避難誘導が行われたとしても、本件死傷の結果を回避できたかは疑問である」とした。

被告人Cが6階以下の階で火災が発生した場合を想定して、避難経路等について十分に調査検討したうえで避難訓練を実施していたとしても、同被告が立てたであろうと考えられる避難計画を前提とすれば、エレベーターシャフトから多量の煙が噴き出して、クローク内などの付近一帯に煙が充満しているという予想外の状況に直面して、煙の中を突っ切ってでもホール内にいる者らをB階段へ誘導するほかないとの判断を寸刻の間に成し得て、同階段への誘導を指示することが同被告人と同様の立場にある何人かをその立場に立たせても、果たして避難誘導が可能であったか大いに疑問であり、また、仮に右誘導を指示していたとしても、本件死傷者の全員が無事にB階段から脱出して、本件死傷の結果を回避し得たかは甚だ疑問であると言わざるを得ない。　—大阪地方裁判所第6刑事部、判例時報1985（1133）

前記の各検討により大阪地裁は、被告人Cが避難者に対する避難誘導を怠った注意義務違反と過失責任、被告人Bが被告人Cを指導監督しなかった責任を以下のとおり判断した。

### 救助袋による避難に関する注意義務および過失責任の有無
救助袋の取替え若しくは補修の必要性とその可能性
（要旨）大阪地裁は「本件火災の状況からすれば7階プレイタウンから避難するには、消防のはしご車による救助か救助袋を使用するしかなった。しかしながら被告人Bおよび同Cは救助袋の保守管理を怠り、同避難器具を使用した避難訓練を一度も行わなかった。また消防当局から破損した個所を修理するか新品に交換するよう勧告されていたにも拘らず、その指導を無視したのは明らかである。プレイタウンはデパートビル7階で営業しており、照明も暗く、一見の酔客も多いことから火災が発生した場合に逃げ遅れなどが出て被害が拡大する恐れも十分予測でき、同被告人らには避難訓練を行っておく注意義務があった。また消防当局の指導に従い救助袋の補修か新品への取替えを行う責務があったのは明らかである」とし、救助袋の保守管理の必要性とその可能性を肯定した。→プレイタウンの救助袋

- 前記の各状況（B階段への避難誘導の可能性）により、同店から避難するには、消防隊のはしご車による救助に頼るほかは、救助袋を使用するしか方法が無かった。被告人Bおよび同Cは、救助袋を使用した避難訓練を一度も実施したことがなく、救助袋の破損があったことによって消防当局からの再三にわたる取替えか補修を指示されていたにもかかわらず、それを放置していたことは明らかである。
- プレイタウンは7階の高層階にあり、店内の照明を暗くしたホールに多数のボックス席が所狭しと置かれ、営業中は、200名程度の客と従業員が滞在するなかで店内の状況を把握していない一見客や酔客などが多かったことが認められ、その状況で火災が発生すれば、避難に手間取り、逃げ遅れる者が多数出ることは充分に予測できる。ゆえに同店の支配人であり防火管理者である被告人Cは、救助袋の重要性を認識し、上司である管理権原者の被告人Bに対して救助袋の取替えか補修をするよう働きかけ、その実現に努めると同時に、救助袋を使った避難訓練を実施すべき業務上の注意義務を負っていた。
- 被告人Bも、同店の管理権原者として被告人Cからの報告を受け、消防署の指示を把握したならば、速やかに救助袋の取替えか補修をおこない、火災発生時の客や従業員らの安全確保に万全を期すべき業務務上の注意義務を負っていた。救助袋の破損状況からすれば、維持管理が万全に行われていたとは言い難いから、被告人Bおよび同Cは消防当局の指示に従い、早急に救助袋の取替えか補修を講じるための責務を果たすべきだったのは明らかである。　
—大阪地方裁判所第6刑事部、判例時報1985（1133）
救助袋を使用しての避難訓練の必要性
（要旨）大阪地裁は「消防当局が指導する避難の基本は、避難階段を使用することを優先するものであって、救助袋による避難は逃げ遅れた者を対象にした補助的手段である。消防当局から全ての避難階段が使えなくなった場合を想定した指導は行われなかったことから、被告人Cがはしご車や救助袋に避難者が集中することを想定した避難訓練を行えたとは言えない。しかしながら年1回の降下訓練でも救助袋の使用方法を理解することは可能で、キャビネット（金属製のカバー）に貼付されている説明書きを読んでも使用方法を理解はできる。しかしながら、実際の火災では難なくできることもできない可能性があるので平素から救助袋を使った訓練をおこない、その取り扱いを身に付けておくべきであった。また被告人Cは従業員に最低限の使用方法を指導しておくべきだった」とし、救助袋を使用した避難訓練の必要性を認めた。

- 消防署の指導下でおこなう救助袋を使った降下訓練は、実施されても1年に1回くらいで、被告人Cが降下訓練をおこなうとしても頻度は同程度と考えられる。消防当局は、火災が発生した場合の避難の基本は、避難階段を利用することを優先すべきであると考えていた。そのことから消防署が指導したとしても、救助袋は逃げ遅れた少数の者の避難を想定した補助的な避難方法との考えに立っていたことが窺える。実際に指導があっても、その線での指導内容に止まったであろうと考えられる。
- 被告人Cがおこなった自衛消防訓練でも、消防署は1つの避難階段が使えなくなったときは、反対側の避難階段から逃げるようにという指導をしたのであって、すべての避難階段が使用できなくなる場合の指導はおこなわれなかった。そのことから本件のようにB階段に通じる通路およびその他の避難階段が煙により避難路としては使えず、プレイタウン滞在者が1つの救助袋もしくは消防隊のはしご車に頼って避難せざるを得ない状況を想定した避難訓練をおこなえたとは到底言えない。
- 1回限りの救助袋を使った降下訓練であっても、救助袋の使用方法や入口の開け方くらいは訓練に参加した者なら習得できたと認められる。救助袋の収納ボックスには「使用方法」が表示されているので、普段それを読んでおきさえすれば、訓練をおこなわなくても使用できそうだが、やはり緊急事態に直面すれば慌ててしまい、難なくできることも出来なくなることはあり得るので、実際に降下訓練を実施し、救助袋の取り扱いを身に付けておくべきだった。
- 被告人Cは、自衛消防隊構成員について降下訓練に参加させる責務を負っていた。また訓練に不参加であった者に対して、救助袋を降下可能な状態にするまでの一連の操作過程、救助袋の出口を最低6名で把持しなければ安全に降下が出来ないことを日頃から指導しておくべきであった。　
—大阪地方裁判所第6刑事部、判例時報1985（1133）
救助袋を利用しての避難誘導及び結果回避の可能性ないし因果関係
（要旨）被告人Cが救助袋による避難誘導を行い、本件火災結果を回避できたかどうかの検討について大阪地裁は「避難階段からの避難が基本である状況では、同被告人が救助袋を使用しての避難を考えたかは疑わしく、救助袋が投下されたのは従業員が窓際で同避難器具を偶然に発見したからに過ぎない。救助袋による避難訓練ができていたとしても、実際の避難が早まったのは僅かな時間だった。そのことにより被告人Cが救助袋のある場所まで避難者を誘導できたかどうかは疑わしく、また150名もの避難者を救助袋が設置されている窓まで誘導するのは困難であり、F階段シャッターが開いたことで猛煙が店内に流入してからは混乱に拍車が掛かったのは明らかである。ホステス更衣室にいた11名については、煙が同店に流入した早い段階から煙により避難路が塞がれており（22時39分以降）、救助袋のある場所まで避難誘導することはできなかった。仮に救助袋の入り口が開かれたとしても、致死限界時間からすれば（煙が充満してから10分程度）、ホール内にいた全員が救助袋で無事に脱出できたとは到底考えられず、誰が脱出に成功するかを特定する術もないから、被告人Cが救助袋のある場所まで避難誘導しなかったことと本件被害者の死傷結果に因果関係がある証明がない。また救助袋を使用し得た可能性がある67名について、誰が救助袋を使用できて誰が無事に地上へ脱出できたのかを特定するのは様々な諸点を考慮すると困難である」とし、救助袋を使用した避難誘導および死傷結果回避の可能性と死傷結果との因果関係を否定した。
救助袋使用についての被告人Cの状況判断の可能性

被告人Cが救助袋による降下訓練を実施していたとしても、ホール出入口からクローク付近の煙の状況で避難が困難である以上は、救助袋による避難しかあり得ないと判断できたかどうかは疑わしい。実際に救助袋を地上に投下した従業員が、当初から救助袋による避難しか方法が無いと判断して救助袋の設置場所に行ったかは疑わしく、たまたま頭に浮かんだか、煙から逃れようと窓を開けようとした際、偶然に救助袋を見付けたと考えるのが相当である。—大阪地方裁判所第6刑事部、判例時報1985（1133）
救助袋を使用して避難訓練ができていた場合と、地上における出口把持の時期
救助袋を使用しての避難訓練ができていれば、救助袋を投下し、地上で出口を把持することがもう少し早くできていたことも考えられるが、火災時の諸事情を勘案すると、本件よりも投下が早まったとは考えられず、救助袋の先端に誘導用の砂袋が付いていたとしても救助袋を使用して降下可能な状態になったのは、せいぜい1分程度早まったと認められる（22時48分）。—大阪地方裁判所第6刑事部、判例時報1985（1133）
救助袋が設置された窓への避難誘導の可能性

被告人Cが救助袋による避難誘導を決意し、店内の放送設備を使って客らを救助袋が設置してある窓際に誘導するよう指示させたとしても、ホール内には2方向（南側（A南）エレベーターと事務所前空調ダクト）から煙が流入していたのであり、酔客が多いなかでは理性的な行動を取る心理状態にあったとは認め難いので、統制の取れた避難誘導は極めて困難であったと認められる。したがってバンドマン室などの小部屋に避難していた者らを除く150名程度が救助袋が設置された窓際に駆け付けたとしても、収拾のつかない大混乱状態に陥ったであろうことは充分に予測できる。F階段の電動シャッターが開いたことから、右の混乱に拍車が掛かったことは明らかである。　—大阪地方裁判所第6刑事部、判例時報1985（1133）
更衣室に居たホステスらについての結果回避の可能性

ホステス更衣室にいた11名については、事務所前の換気ダクトから噴き出す猛煙によって更衣室から事務所前に至る通路は、もはや避難路としては使えない状態であり（22時40分の時点で）、E階段にも煙が充満していたことから、救助袋のある窓へ避難誘導することは不可能な状態であったことが認められる。よって11名の結果を回避する可能性はなかった。　—大阪地方裁判所第6刑事部、判例時報1985（1133）
救助袋を使用しての避難訓練ができていた場合と結果回避の可能性ないし因果関係

仮に救助袋の入口が開いていて降下可能な状態になっていたとしても、降下推定所要時間とホール内における致死限界推定時間等を総合して考察すると、ホール内にいた150名程度とステージ裏の小部屋に居た者ら全員が救助袋を使用して無事に地上へ脱出し得たとは到底考えられない。その一部が脱出に成功したとしても、誰が脱出し得たのかを特定する術が無いから、同被告人が本件被害者らを窓際まで誘導しなかったことと、本件被害者らの死傷の結果との間には、因果関係が存在する証明がないというべきである。仮に救助袋の入口が開いていて、使用可能な状態になっていた場合に、救助袋で避難し得た可能性がある67名（認定の検討内容は省略）が全員無事に地上へ脱出できたのか。以下の諸点を考えると、全員が無事に避難脱出できたかどうかは疑わしく、誰が救助袋を使用できたかを特定するのは困難である。—大阪地方裁判所第6刑事部、判例時報1985（1133）
救助袋を使用した避難脱出が可能かどうかを判断するうえで考慮すべき諸点

- F階段の電動シャッターが開いてホール内に多量の煙が急速に充満し、ホール内にいた者らの呼吸をより一層困難にした。
- プレイタウン店内で停電が発生し（22時49分）、避難者らの不安感と恐怖感が強まった。
- ホールに面した6か所の外窓の寸法からすれば（縦102センチメートル、横165センチメートル）、身を乗り出して外気を吸えた者は、せいぜい67名のうちの半数程度だと推定できる。
- はしご車による救助が始まっているにも拘らず、それを待ち切れずに窓から飛び降りたり、救助袋の外側を掴まって降下したりする者が続出しており、避難者らは煙と熱気による極限状態に追い込まれていたと推認できる。
- 救助袋の開口部の設置が不安定な状態で、脱出を補助する者がいなければ、救助袋の中に入るのが困難であった。
- 救助袋を使用した降下実験の結果によれば、20名程度が降下するのに1分程度かかるという。しかし、実験結果と実際の火災事件とでは諸条件が全く異なり、実験結果は参考にならない。煙と熱気が流入し、混乱した状況では実験結果の3倍から4倍は時間が掛かったであろうと考えられる。
- 下層階からの煙によってプレイタウン店内が致死限界に達するまでの時間が10分程度であった。
- 入口が開いていなかった救助袋の上を跨って降下して避難を可能にしたのは、救助袋が使用できない危険な状態だったことで降下を躊躇した者らが、他の窓に移動して救助袋の付近が混雑していなかったとも考えられる。
—大阪地方裁判所第6刑事部、判例時報1985（1133）

以上の各検討結果により大阪地裁は、被告人Bおよび同Cの救助袋を使用した避難誘導を怠ったことに対する過失責任を以下のように判断した。

大阪地裁が下した被告人A、同B、同Cに対する判決は以下のとおりである。

「被告人全員無罪」の判決を受けて検察は、第一審判決には事実誤認があるとして、1984年5月25日に大阪高等裁判所に控訴した（検事控訴）。

## 控訴審
大阪地方検察庁および大阪高等検察庁の控訴趣意によれば、「原判決（第一審判決）が以下の判断について、いずれも証拠の評価、取捨選択を誤った結果、事実を誤認したものであり、これが原判決に影響を及ぼしたことが明らかである」という。
検察が主張する原判決が事実を誤認したとする諸点
- 被告人A（日本ドリーム観光・管理部管理課長＝千日デパート防火管理者）について、その注意義務の存在を肯認しながら、各注意義務を履行することは困難であり、結果回避を認め難いとした点。
- 被告人B（千土地観光・代表取締役業務部長＝プレイタウン管理権原者）と同C（プレイタウン支配人＝同店防火管理責任者）の業務上の関係性。
- プレイタウン従業員や被告人Cが同店事務所前の換気ダクト開口部から煙が噴き出していることに気付いた時刻の認定。
- 被告人Cが階下で火災が発生したと認識した時刻の認定。
- 被告人Cがホール出入口付近に状況を確認に来た時刻の認定。
- 被告人Bおよび同Cの各注意義務違反の存在を肯定しながら結果回避の可能性を認め難く、因果関係の存在の証明もないとした点。

求刑
大阪高等検察庁は、原審同様に被告人Aに対して禁固2年6月、被告人Bおよび同Cに対して、それぞれ禁固1年6月を求刑した。

公判廷において被告弁護人らは、被告人Aの注意義務の存在について争うとし、それに対して大阪高裁は、原判決の認定の当否について検討、判断するとした。また、それらの判断は被告人Bおよび同Cの過失責任の有無にも関係があるので、両被告の各注意義務についても検討、判断するとした。

## 控訴審判決
控訴審判決は、1987年（昭和62年）9月28日に大阪高等裁判所第7刑事部（裁判長裁判官・尾鼻輝次）で言い渡された。主文は「原判決を破棄する。被告人Aを禁錮2年6月に、被告人B、同Ｃをそれぞれ禁錮1年6月に各処す。この裁判の確定した日から被告人Aに対し3年間、被告人B、同Cに対し2年間、それぞれ刑の執行を猶予する。（以下略）」とされ、一転して原判決破棄で被告人全員が有罪となった（破棄自判）。
大阪高裁は、原判決において被告人A、B、Cそれぞれの職務上の役割、防火管理者として業務上の注意義務が存在することを詳細に理由を付けて説明しているところは適切で肯認できるとした。また、公訴事実および事実認定において、控訴審では原審と異なる認定をしている点がある。大阪高裁の事実取調べの結果を総合すれば、プレイタウン事務所前の換気ダクト開口部から煙が流入したことに被告人Ｃと従業員らが気付いた時刻、および被告人Cが階下で火災が発生したと認識した時刻（原審では22時40分認定）と、被告人Cがホール出入口付近に様子を見に来た時刻（原審では22時42分）およびそのときの煙の状況以外は、原審とほぼ同一の事実であると認められた。
控訴審が原審の事実認定と異なる判断をした点

- プレイタウン事務所前の換気ダクト開口部から煙が噴き出していることに被告人Cおよび従業員らが気付いた時刻は、原審認定では22時40分であるが、控訴審では22時39分と認定した。
- 被告人Cが階下で火災が発生したと覚知した時刻は、原審認定では22時40分であるが、控訴審では22時39分と認定した。
- 被告人Cがホール出入口付近へ状況を確認に来た時刻は、原審認定では22時42分であるが、控訴審では22時40分であり、右時刻のころは南側（A南）エレベーターからホールへ流入する煙の量は多くなかったと認定した。
—大阪高等裁判所第7刑事部、判例時報1988（1262）
大阪高裁の上記認定は、被告人Cがプレイタウンに滞在する客や従業員に対して「唯一安全な避難路であるB階段」や「店内で唯一の避難器具である救助袋」への避難誘導を為し得た可能性、救助袋を使用しての避難誘導および避難脱出の履行可能性、死傷結果回避の有無、それらについて判断するうえで重要な証拠になること、また同被告人の過失責任の判断にも関係してくることから、関係者の供述および証言、証拠に基づき再検討された結果、新たに認定されたものである。それに対して被告弁護人らは、所論において原審判断の正当性、関係者供述の信用性および矛盾点を主張して反論したが、その大半が所論は採用できないとして認められなかった。
なお上記認定について、大阪高裁が原審と異なる認定をした理由および検討の詳細は割愛するが、認定の根拠を記せば、おおよそ以下のとおりになる。換気ダクト開口部から煙が噴き出している時刻22時39分の認定は、調理場に置いてあった目覚まし時計の時刻を毎日調整している女性従業員の証言を基にしている。右従業員の証言によれば「火災当日も22時に調理場の時計の時刻を合わせた。従業員たちが帰宅時の電車の時刻を確認することから毎日必ずおこなう。時計の狂いが大きく1日で1分遅れるので常に1分進めて合わせている。事務所前が騒がしくなり、被告人Cが発した『火事や』もしくは『何や、この煙は』という叫び声が聞こえたときに時計を見たら22時40分だった」という。大阪高裁は、右の証言を具体性があり、状況を詳細に説明しているなど十分に信頼できるとして証拠として採用した。その他時刻の「正確さ」については、クローク係の女性従業員が時報（117番）で合わせたクローク内の置時計の時刻22時41分（原審認定も同じ）、エレベーターを待っていたホステスの腕時計の時刻22時40分（原審認定も同じ。右ホステスは出勤前に必ずテレビの時報で時刻を合わせる習慣があった）も認定の基になっている。被告人Cが火災を覚知した時刻22時39分の認定も調理場の時計の時刻および女性従業員の証言を基に認定したものである。
被告人Cがホール出入口付近へ状況を確認に来た時刻22時40分の認定は、同被告人が証言した事務所前からエレベーターホールまで移動した距離と経路約45メートルについて、一般成人男性の歩行速度を秒速1.25メートルと仮定した場合の移動時間は36秒であり、同被告人は早足で寄り道はせずに1分以内にエレベーターホールへ到達したと推定できることから、その状況を基に合理的に認定したものである。
また南側（A南）エレベーターから噴き出す煙の量が22時40分の時点では多くなかったという認定については、右時刻の煙の状況について警察がプレイタウン滞在者の各証言を基に作成した「煙立体図面」なるものよりも被告人Cの供述調書のほうが明らかに信用できること、エレベーターホール付近にいた人たちの煙に関する各証言のすり合わせ結果などから総合的に判断し認定したものである。
上記認定も含めて、控訴審公判廷において被告弁護人が各被告人の防火管理者としての注意義務の履行、結果回避義務、過失と結果との因果関係について、所論を述べて反論し、それらの存在と各被告人の過失責任を否定したが、大阪高裁は「所論は採用できない」「失当である」としてその大半を退けた。原審の各説示に対しても大阪高裁は「判断は失当である」「重大な誤りがある」などとして、その大半を退け、原審判決には根本的な誤りがあることを認めた。
大阪高裁の判断は、不特定多数の利用者が利用する商業雑居ビルにおいて、建物の防火管理に従事する者に高い注意義務を課したものであり、たとえ共同防火管理体制に不備があったとしても、防火管理者として従事する者は、危険を予見し、可能な限り結果回避措置を取るべき注意義務があり、それを怠れば、失火の当事者でなくても厳しく刑事責任を問われることを控訴審逆転有罪判決は鮮明にした。テナントが防火管理に非協力であり、組織の中で権限が少ない防火管理者が上司に進言し、防火体制が改善されなかったとしても、それを理由に過失責任を逃れることは許されず、尽くすべき注意義務を果たさなければならない、という司法判断であった。また控訴審判決は、複合用途防火対象物の共同防火管理体制の確立を推進するうえで、極めて判決の意義が大きく、社会的に要請される防火管理の責任とその内容が明確になったという意味でも一定の方向性が示され、大きな成果となった。
控訴審において大阪高裁が被告人3名に対して、原判決破棄で逆転有罪判決を言い渡した理由、被告弁護人および検察官の所論の判断、原判決の説示および判断に対する検討、それぞれについて大阪高裁の判決文を引用する形で、その要約を以下に記す。

### 被告人Aの業務および各注意義務
（要旨）大阪高裁は、被告人Aの防火管理者としての業務と責務を原審どおり認め、各注意義務については、火災の予見可能性、防火管理責任者としての結果回避義務を認めた。被告弁護人は、被告人Aの防火区画シャッターを閉鎖する義務について「シャッター閉鎖の法令も無く、それゆえに被告人Aが防火区画シャッターを閉鎖しなかったのは当然で、夜間閉鎖する義務もない」として反論したが、大阪高裁は「火災当夜の電気工事は、火災が発生する可能性が無かった工事とはいえず、火気の管理もなされていなかった。被告弁護人の所論は採用できない」として退けた。
また保安係員を夜間工事に立ち会わせる義務について被告弁護人は「火災当日の工事は火災が発生する恐れは無く、ニチイに監督させれば十分だった。工事人の喫煙についてもニチイに対して事前に文書で注意するように要望しており、被告人Aが保安係員を工事に立ち会わせなかったのは当然で、立会いの義務もなかった」と主張したが、大阪高裁は「日本ドリーム観光とテナントの間には事実上の保安管理契約が結ばれている。火災当日の工事にニチイは監督しておらず、ニチイはデパート管理部が保安管理上の立会を行うものと考えており、実際にニチイが行う工事に際して過去に監督者を置いたことも無かったことから右同社は、工事業者に防火管理一切を任せていた。また工事人らの喫煙管理は疎かになっており、被告人Aが保安係員の工事立会いを不要と判断したのは当然などとは到底言えず、被告弁護人の所論は採用できない」として退けた。
被告人Aの防火管理者としての業務および義務

原審認定のとおりである。#原審・被告人Aが防火管理者として為すべき業務　それに加え、被告人Aは防火管理者としての業務を実行するため、日本ドリーム観光管理部保安係員に対する指導監督権も有していたことが認められる。—大阪高等裁判所第7刑事部、判例時報1988（1262）
予見可能性および結果回避義務について

火災で発生した煙がプレイタウン店内に流入する予見の可能性について、被告人Aは、大阪市消防局や南消防署が主催したビル火災についての研究会や説明会に3回出席しているのであり、ビル火災における煙の上昇経路やその危険性の説明を受けているのであるから、千日デパートビルにおいて6階以下の階で火災が発生した場合は、煙がいずれかの経路を通て7階プレイタウンに流入する恐れがあることをビルの防火管理責任者として理解し得たはずで、したがってプレイタウンに在店する客や従業員の生命身体に危険が及ぶことがあり得ることを十分に予見できたものと言わなければならない。被告人Aの結果回避義務（防火区画シャッター閉鎖義務）については、千日デパートビルの火災延焼階には（2階ないし4階）、熱式感知器およびエスカレーターの防火カバーシャッターが備わっていないことから、工事の際には一部を除いて、あらかじめ全ての防火区画シャッターを閉鎖しておく必要がある。結局のところ、万が一に火災が発生した場合には工事のために開けておく必要がある2枚の防火区画シャッターを直ちに閉鎖する体制を整える以外に方法は無く、同被告人には防火管理者として右の注意義務があった。また被告人Aは、消防当局から夜間閉店後の防火区画シャッター閉鎖の必要性について指導を受けているのであるから、同シャッター閉鎖の必要性を十分に認識していた。—大阪高等裁判所第7刑事部、判例時報1988（1262）
被告人Aの右注意義務についての被告弁護人らの所論に対する判断
（ア）防火区画シャッターを閉鎖する義務に関して

- 被告弁護人らは「防火区画シャッターを夜間常時閉鎖する義務はない」と主張したが、原審において「千日デパートでは、閉店後に売場の防火区画シャッターを閉鎖すべき状況が現にあり、また消防当局からの指導によって被告人Aが同シャッター閉鎖の必要性を知っていた以上、日本ドリーム観光としては、その体制を早急に整えておくべきであった」と説示したところは肯認できるので、被告弁護人の所論は採用できない。
- 被告弁護人は「防火区画シャッターを閉鎖する法令は無く、被告人Aが同シャッター閉鎖を認めなかったのは当然で、火災当日も同シャッターを閉鎖する義務はなかった」と主張した。それに対する大阪高裁の判断は以下のとおりである。
  - 工事作業中に工事監督とF電工社長の間で交わされた会話のなかで、金属カッターから発生する火花が商品に飛ぶ恐れがあるため、両名の間で以下のようなやり取りがなされた。「工事監督が『布か何かを被せて養生しろ』と言ったことに対し、F電工社長は『布を被せても同じだ』と答え、それに対して工事監督は『無いよりかはましだ』」と返答した。また工事監督は、火の付いたタバコを機械に擦り付けたり、床に捨てて足で踏み消したりしており、火災が発生する恐れが無かった工事とはいえないし、火気の管理が厳しくなされていたとはいえず、被告弁護人らの所論は失当で採用できない。

—大阪高等裁判所第7刑事部、判例時報1988（1262）
（イ）保安係員を工事に立ち会わせる義務について

- 被告弁護人らは「ニチイがおこなった火災当日の工事は、危険性はなく、火気を使用するものでもないので、監督業務はニチイに任されば十分であり、日本ドリーム観光から保安係員を派遣して立ち会わせる事情はない。また工事関係者の喫煙についても、ニチイに対して文書で注意するように要望済みで、被告人Aが工事立会いを不要と判断したのは当然で、火災当日の工事に保安係員を立ち会わせる義務はなかった」と主張した。それに対する大阪高裁の判断は以下のとおりである。
  - 日本ドリーム観光と各テナントの間には、閉店後にテナントが不在の時は売場の管理は日本ドリーム観光がおこなう管理契約が売場賃貸借契約に付随して締結されていた。火災当日は、ニチイの従業員は1人も工事に立ち会っておらず、被告人Aもそのことを確認すらしていない。ニチイは、共同管理費を収めていることから保安管理上の立会いは、デパート管理部が行うものと考えており、そのようなものを置いたことはなかったので、工事元請の工事監督らに一切を任せていた。さらには工事現場には吸い殻入れさえ用意されていなかった。火災当日において、3階の工事現場で工事監督が火の付いたタバコを機械に擦り付けて消しているのであり、工事監督は自己の喫煙管理が出来ていなかったことが認められる。以上のことから、被告弁護人らが「被告人Aが保安係員の工事立会いを不要だと判断したのは当然だ」などとは到底言える状況にはなく、これらを前提とする被告弁護人らの所論は認められない。

—大阪高等裁判所第7刑事部、判例時報1988（1262）

### 被告人Bと同Cの業務および各注意義務
（要旨）大阪高裁は、被告人Bおよび同Cの防火管理者としての業務について、それぞれ原審どおり認めた。被告人Bおよび同Cの予見可能性について大阪高裁は「右被告人らは防火管理者の資格を得る際に消防当局から講習を受けており、ビル火災の特徴や煙の危険性について知識を得ており、6階以下の階で火災が発生した場合にプレイタウンへ多量の煙が階段や換気ダクトなどを通って同店内に流入することに考えが及ぶはずである。したがって火災発生時に客や従業員に危険が及ぶことを十分に予見できた」と原審どおり認めた。
被告人Cの避難計画立案と避難訓練実施義務について大阪高裁は「防火管理者講習で得た知識があれば、避難経路を検討する中で『B階段こそが唯一安全に地上へ避難できる経路である』との結論に至るのは可能で、火災発生時に従業員を指揮して店内滞在者をB階段へ安全かつ円滑に避難誘導する様々な方策や過程に考えが及ぶ。したがって被告人Cには火災時にB階段からの避難誘導をするために従業員を指導、訓練する義務があった」とした。
救助袋の保守点検、使用方法の周知について大阪高裁は「被告人Cは、防火管理者であるからには有事の際に救助袋を使用できるように維持管理に努めなければならない注意義務がある。消防当局から救助袋の補修か新品への交換を指示されていたのだから、被告人Bに救助袋の維持管理を積極的に働きかけ、その実現を図ると同時に同器具を使った避難訓練を実施する業務上の注意義務があった。被告人Bも同Cから救助袋の交換などを進言され、その事実を知ったのであれば、速やかに救助袋を交換するなどし、万が一の災害に備えて客や従業員の安全確保に万全を期す業務上の注意義務があった」とした。
救助袋を使用した避難訓練の必要性について大阪高裁は「被告人Cは、救助袋の使用方法や取り扱いの一連の過程を従業員に身に付けさせるだけではなく、実際に救助袋を使用した避難訓練を行うべきだった。避難訓練は、最低でも店内従業員の自衛消防組織の構成員にだけでも参加させる義務を負っていた。また地上で袋出口を把持する要員が最低でも6名いなければ降下してはならないなどの最低限の知識を従業員に指導訓練するべきだった」とした。
被告人Bおよび同Cの業務
いずれも原審認定のとおりである。#原審・被告人Bの管理権原者としての業務 #原審・被告人Cの防火管理者としての業務—大阪高等裁判所第7刑事部、判例時報1988（1262）
7階に煙が流入し、客や従業員に危険が及ぶ予見の可能性
被告人Cは、防火管理者の資格を得る講習を受けた際に用いた「防火管理の知識」という冊子を手許に置いていて保管していた。その冊子の中には「ビル火災における特徴、煙の危険性や流動性、煙が上階に走煙する際の経路、防火シャッターなどの遮蔽性」などについて書かれているのであり、同被告人は当然その知識を知り得たはずで、被告人Bについても同様のことが言える。とすれば、両被告は、千日デパートの6階以下の階で火災が発生した場合、火災によって生じた多量の煙と一酸化炭素が階段や換気ダクト等のいずれかの経路を通ってプレイタウン店内に流入することがあり得ることに考えが及ぶ。したがって客や従業員の生命に危険が及ぶ恐れがあることを十分に予見できたと言わなければならない。—大阪高等裁判所第7刑事部、判例時報1988（1262）
結果回避義務（注意義務）
（１）6階以下の階で火災が発生した場合を想定した避難計画を立て、これに従って避難訓練を実施すべき義務

被告人Cが防火管理者の講習や「防火管理の知識」の内容を把握したうえで、千日デパートビルの構造や各階段の状況、出入口や防火シャッターの閉鎖状況を平素より事前に確認しておけば、B階段こそが安全確実に地上に避難することができる唯一の階段である、との結論に達することは充分に可能だった。以上の認識が被告人Cにあるとすれば、防火管理者として次に客や従業員をB階段へ誘導する方法を考えなければならないが、150名程度のプレイタウン滞在者が火災発生を知れば、真っ先にエレベーターホールへ避難してくることが予想されるから、まずはエレベーターのほうに向かうことを制止し、クロークの方へ向わせなければならない。その際に幅が65センチメートルしかない狭いクロークカウンターに客らを誘導するのだが、ホール出入口とクローク付近に従業員を数名配置し、殺到する避難者を円滑に通り抜けられるようクローク内へ誘導しなければならない。したがって6階以下の階で火災が発生した場合は、従業員に対して速やかにB階段から客らを避難するように指導、訓練する義務があったというべきである。—大阪高等裁判所第7刑事部、判例時報1988（1262）
（２）救助袋の点検、補修及び使用方法等を周知すべき義務
（２ｰア）救助袋の取替え、補修の必要性とその可能性

被告人Cは、プレイタウンの防火管理に当たる者として、有事における救助袋による避難の重要性を認識し、平素から救助袋を点検し、破損があれば補修するか新品に交換するなどして、有事の際に救助袋を使用できるよう維持管理に努めるべき注意義務があると言わなければならない。1970年（昭和45年）12月の消防当局の立入検査で救助袋の破損や不備を把握し、その後に2回おこなわれた立入検査でも救助袋の速やかな取替えか補修を文書で指示されているのであるから、同被告人は管理権原者である被告人Bに対して、消防当局からの指示を単に報告するだけに留まらず、防火管理上の必要性を訴えて速やかに取替えか補修するように積極的に働きかけ、その実現と維持管理に努め、避難訓練を実施すべき業務上の注意義務があった。被告人Bにおいても、被告人Cからの報告と消防当局からの指示事項を知った以上は、救助袋の取替えまたは補修をおこない、万が一の場合に客や従業員らの安全確保に万全を期すべき業務上の注意義務があった。—大阪高等裁判所第7刑事部、判例時報1988（1262）
（２ｰイ）救助袋を使用しての避難訓練の必要性

プレイタウンに設置されていた救助袋のキャビネット（金属製のカバー）には、使用方法が貼付されていたが、これを平素から読んで使用方法を理解していたとしても、実際の緊急事態においては、ただ単に知識として頭に入れていただけでは慌ててしまい、日頃は簡単にできることも出来なくなる恐れは十分にあるのだから、実際に救助袋を使用した避難訓練をおこない、取扱いの一連の過程を身に付けておくべきだった。訓練をおこなうとしても、消防署係官が立ち会う年1回程度の訓練は総合訓練にならざるを得ないところ、被告人Cにおいてはプレイタウン従業員全員に訓練を受けさせるべきだが、それが事実上困難でも、同店の自衛消防組織の構成員は訓練に全員参加させる義務を負っていた。被告人Cにおいては、救助袋が降下可能になる一連の過程や操作、地上で救助袋を把持する人数が最低でも6名必要で、それが確認できなければ降下できないなど、最低限の知識は日頃から従業員に指導訓練しておくべきであった。—大阪高等裁判所第7刑事部、判例時報1988（1262）
以上の検討結果により、大阪高裁は原審における被告人3名の注意義務認定について以下の判断を下した。

### 各注意義務の履行可能性および結果の回避可能性について

#### 被告人Aについて
（１）同被告人の各注意義務の履行可能性（防火区画シャッター閉鎖について）
（要旨）被告人Aの防火区画シャッター閉鎖義務に関して、各注意義務の履行可能性と結果回避の可能性を検討した大阪高裁は「閉店後の防火区画シャッター閉鎖は、実行方針を立てさえすれば可能だった」とした。保安係員に同シャッターを閉鎖させることについて大阪高裁は「降下（閉鎖）は自重により自動で下がるので作業は容易であり、シャッターラインを確保できさえすれば、テナントの協力を得て難なく実行できた。上昇（開放）は手動巻き上げ式なので、ある程度の労力と時間を要するが、7時30分に4回目の館内巡回が終ったあと、3名の保安係員で手分けして巻き上げれば9時30分の交代時間までに巻き上げ作業を完了することは可能であった」とした。
また大阪高裁は防火区画シャッター閉鎖の実現の他の方策および体制づくり、テナントの協力についても検討を加え「他の方策としてテナントの協力を得ることでも実現は可能であった。各テナントは商品の安全性に係わることであるから、デパート側から防火区画シャッター閉鎖の協力を要請されれば、覚書や条項とは関係なしに現状のままで応じたとしている（ニチイの見解）。実際にデパート店長も『消防当局から防火区画シャッターの夜間閉鎖を指導、申し入れされていて、その必要性が現にあるのであれば、会社としては消防当局と相談して防火区画シャッター閉鎖を検討したと思う』と答えており、被告人Aが積極的に上司へ同シャッター閉鎖の具体策を検討して進言や具申をしていれば、容易に実現できたと考えられる」とした。
（１ｰア）千日デパート閉店後に防火区画シャッターを閉鎖すべき注意義務の履行可能性

千日デパート閉店後に防火区画シャッターを閉鎖することについては、被告人Aが消防当局から指示指導を受けているのであり、同被告人が上司に上申するなどしてデパート管理部において、その実行方針を立てさえすれば、実現が可能であったと認められる。—大阪高等裁判所第7刑事部、判例時報1988（1262）
（１ｰイ）宿直保安係員による防火区画シャッターの開閉作業
1階から4階までの売場内に設置されている防火区画シャッターは、手動巻き上げ式で合計57枚あるが、閉鎖についてはボタンを押すことでシャッターの自重により降下するので、容易に閉鎖できる構造である。したがってテナントの協力でシャッターラインの確保さえできていれば、閉店時の巡回に保安係員が閉鎖するのは容易である。また被告人Aらデパート管理部が防災上の重要性をテナント側に説明し、防火区画シャッター閉鎖についてテナントの協力を求めていれば、難なく実行できたと考えられる。しかしながら巻き上げ（開放）については、開閉装置にハンドルを差し込み、手で回して巻き上げねばならないので、ある程度の時間と労力を必要とする。1枚あたりの巻き上げ時間は移動も含めて3分程度であり、当直の保安係員5名のうちの3名（巡回要員）が1階から4階までの防火区画シャッターを1人あたり19枚巻き上げるとすれば、所要時間は1時間程度である。5時30分から7時30分までおこなわれる4回目の館内巡回が終了したあと、3名の保安係員で手分けして同シャッターを巻き上げれば、交代時間（午前9時30分）までに作業を完了し得るものと考えられる。—大阪高等裁判所第7刑事部、判例時報1988（1262）
（１ｰウ）防火区画シャッターの開閉作業についてのその他の方策

被告人Aが上司（千日デパート店長）に防火区画シャッター閉鎖の必要性を進言していたなら、上司はこれに対応した体制づくりを実行したと考えられる。ニチイや各テナントに対し、消防当局から「福田屋百貨店火災」や田畑百貨店火災の教訓に鑑みて閉店時の防火区画シャッター閉鎖について指導され、早急にシャッター閉鎖の実行を迫られている事情を説明して協力を求めたならば、テナントとしても商品などの安全性にかかわる事柄であるから、防火区画シャッター閉鎖の協力は得られたと推認できる。—大阪高等裁判所第7刑事部、判例時報1988（1262）
（１ｰエ）上司に進言しての体制づくり

- 被告人Aの上司（デパート店長）は「もし同被告人から消防署による指導や申し入れが正式にあったと聞いていれば、会社としては消防当局と相談しながら、前向きに閉店後の防火区画シャッター開閉を検討することになったと思う」と供述しており、同被告人が防火管理者として防火区画シャッター開閉の重要性を認識し、それを実行するための具体的な方策を検討して上司に具申していたならば、テナントとの作業分担についての話し合いもできたので、比較的容易に実現できたと考えられる。
- 日本ドリーム観光は、保安管理体制の強化に関して消極的であったというわけではなく、過去には消防当局からの指導に対しては、誠実にそれを履行していた向きも認められる。

例えば・・・
1. 1966年（昭和41年）ころに消防署からシャッターラインの確保を指導された際には、それに従ったこと。
2. 1969年（昭和44年）ころに消防署からの指導で非常口への誘導灯の増設がおこなわれたこと。
3. 本件火災の前年（1971年）に消防署の指導で6階以下の階に非常放送設備を設置したこと。

・・・の各事実である。
以上のことから、被告人Aが防火管理者として職務を誠実に実行し、上司に対して必要な進言をしていれば、同ビルの管理権原者である千日デパート店長としても、防火区画シャッターの夜間閉鎖の必要性を認識し、理解したうえで、これに対応した体制づくりを実行したであろうと推認できる。—大阪高等裁判所第7刑事部、判例時報1988（1262）
（１ｰオ）テナントの協力

- 各テナントの協力で夜間の防火区画シャッターを閉鎖することは可能であった。千日デパートビルの3階と4階を賃借していたニチイ千日前店店長の証言によると、「もしデパート管理部から閉店後の防火区画シャッターの閉鎖を消防当局からの指導があったので閉鎖してもらいたい、との要請があった場合、保安係員だけでは手が足りないのであれば、覚書の条項とは関係なしに当面は現状のままで協力しただろう」と述べているので、ニチイの協力を得られたのは明らかである。ニチイ千日前店には、男子店員が毎日約60名出勤していたことが認められ、3階と4階の防火区画シャッターは合計19枚であり、1人が1枚開閉するとして、交代で開閉すれば1人につき3日に1回開閉すればよいのであり、格別の負担とはならない。これが実現したとすれば、保安係員が開閉する防火区画シャッターは1階と2階の合計38枚となり、開閉作業はかなり軽減されることになり、極めて容易なものとなる。
- ニチイ以外のテナントの協力を求めることについては、1966年（昭和41年）ころの消防署の指導でシャッターラインの確保が一時的に実現している。その後に同シャッターの閉鎖は徐々に行われなくなり、シャッターラインに商品台などが置かれ、本件火災では同シャッターを閉鎖しようとしても完全に閉鎖できないものもあった。だが、それらは容易に移動させることが可能な状態にあり、デパート管理部が毎日防火区画シャッターを閉鎖する体制を整えておけば、シャッターラインの確保はできた。さらにはテナント組合の組合長は、デパート管理部に対して防火区画シャッターを毎日閉鎖するよう申し入れをおこなっていたことがあり、テナント側としても防火管理に強い関心を持っていたことが認められる。1階と2階の店舗において、防火区画シャッターが掛かる店舗は、1階が16店舗、2階が14店舗であり、シャッター内部の店舗まで含めると1階が22店舗、2階が17店舗なので、各店舗に1枚か2枚の巻き上げを分担してもらえば足りるので、1階から2階においても防火区画シャッターを巻き上げる作業をおこなう体制を実現し得たと考えられる。
—大阪高等裁判所第7刑事部、判例時報1988（1262）

被告人Aのデパート閉店後に防火区画シャッターを閉鎖すべき注意義務の履行可能性について、大阪高裁は以下のとおり判断した。

（２）原判決の説示に対する判断（防火区画シャッター閉鎖の実現性）
（要旨）被告人Aの防火区画シャッター閉鎖の実現性について、原判決の説示または判断では「防火区画シャッター閉鎖について、保安係員の人員の関係や労力の問題、閉鎖の体制づくりの困難さ、テナントの非協力的な態度などの理由から、その実現性はなかった」としていたが、大阪高裁の判断では「原判決の説示および判断は推測や誤認によるものであり、いずれも失当である」として、それらの説示をことごとく否定した。
また防火区画シャッターの巻き上げについて被告弁護人が「保安係員を防火区画シャッターの巻き上げ作業という重労働に従事させることになれば、労基法の労働時間制限法規の適用除外を受けられなくなり、千日デパートの保安体制を改めざるを得ず、社会的にも不可能だ」と所論を述べたことに対して大阪高裁は「各シャッター閉鎖は保安係員の担当職務であり、大阪市内の各百貨店では手動式の時代でも保安係員が毎日開閉していた。以上の点から防火区画シャッター巻き上げが労働時間制限法規の適用除外を受けられなくなるとは断定できず、被告人Aが労基署にシャッター巻き上げの適用除外を申請した事実もないのに仮定論で反論するのは不当であり、所論は到底採用できない」として退けた。
（２ｰア）防火区画シャッター閉鎖について

- 原判決では「防火区画シャッターを巻き上げるには、1枚につき3分から5分は掛かるのであり、3名の保安係員で1階から4階までの合計57枚を1人あたり19枚巻き上げたとすると、1時間35分を要するので、時間の掛かる作業を毎日少数の保安係員で行うことが実現可能であったかは極めて疑わしいと言わざるを得ない」と説示したが、1枚当たりの巻き上げ時間は、被告人Aや原審証人の推測に過ぎず、実測や実験に基づくものではないので原判断は失当である。
- 原判決では「防火区画シャッターの巻き上げ作業は、その体制を整えない限り実現不可能である」とし、体制づくりの方法や可能性を論述し、「いずれの方法も履行の可能性が無い」旨説示し、さらには「被告人Aが防火区画シャッターの閉鎖の重要性を上司に進言したとしても実現可能であったとは認められない」としているが、同被告人が上司に必要な進言をしたのであれば、それに対応した体制づくりを行ったであろうことは前記（１ｰウ、１ｰエ）のとおり推認できる。防火区画シャッターの夜間閉鎖が実現しなかったのは、同被告人が上司にそのことを進言しなかったからであり、原判決の右判断は失当である。
- 原判決では「防火区画シャッターの巻き上げ作業を実行する保安係員の増員は困難である」との理由に「日本ドリーム観光においては、保安係員を減員していて保安管理体制強化に消極的だった」と説示したが、保安係員が減員になったのは、1967年（昭和42年）に千日デパートの営業方式が納入業者制から賃貸契約制に変更されたからであり、従来の保安係員の半数が必要なくなったからである。本件火災当時、保安係員が減員された事実はなく、保安係員の増減が問題になったこともなかった。また日本ドリーム観光が保安管理体制強化に消極的だったという根拠はないので、右判断は失当である。
- 原判決は防火区画シャッターの夜間閉鎖について「各テナントの協力を得るのは困難である」とした。またニチイについて「ニチイの売場で毎日のように防火区画シャッターを夜間に閉鎖するには、ニチイ従業員の労働条件に関係してくるから、デパート管理部がニチイに協力を求めても実現できたかは疑問である」としているが、前記のとおり（1ｰオ）、ニチイはデパート管理部から要請があれば同シャッターの夜間閉鎖に協力したであろうことが認められるので、右判断は失当である。
- 原判決では、ニチイ以外の各テナントの協力によるシャッターラインの確保やシャッター閉鎖について「各テナントはそれに対して非協力的であり、被告人Aの上司に直接交渉して天井裏を倉庫にしたり、1階外周店舗を物置にしたりしていて、デパートビルの防火管理は専らデパート管理部が行うべきものと考えていて、仮に同被告人が各テナントに協力を要請しても防火区画シャッターの夜間閉鎖や巻き上げ作業の協力を得るのは著しく困難であり、実現できたかは甚だ疑問である」と説示したが、前記のとおり、各テナントも防火管理や商品の安全については高い関心を持っており、同被告人が各テナントに事情を説明すれば協力は容易に得られたと推認できるので、右判断は失当である。
—大阪高等裁判所第7刑事部、判例時報1988（1262）
（２ｰイ）右シャッター巻き上げ作業についての被告弁護人らの所論に対する判断

- 被告弁護人らの所論では「保安係員を防火区画シャッターの巻き上げ作業という重労働に従事させることになれば、労働基準法に定める労働時間の制限法規の適用除外を受けることができなくなり、千日デパートビルの保安体制を根本的に改めなくてはならず、右作業に従事させるのは物理的に可能であったとしても、社会的には不可能である」と主張した。しかしながら、各シャッターの開閉はデパート管理部の職務分掌の規定上、保安係員の担当業務であり、実際に1階各出入口のシャッターや階段回りの防火シャッターは宿直の保安係員が毎日巻き上げを行っているのであり、売場内の防火区画シャッターの巻き上げも保安係員の担当職務に含まれると解釈できること、大阪市内の各百貨店では、防火区画シャッターが手動式の時代であっても宿直の保安係員等が閉店後に必ずその閉鎖を行っていたことが確認されているので、以上の点からすれば、防火区画シャッターの巻き上げが労働時間制限法規の適用除外を受けることができなくなるとは容易に断定できず、被告人Aが管轄の労働基準監督署長に対し、防火区画シャッターの巻き上げ作業を行うことを内容とする除外申請を全くおこなったこともないのに、右適用除外を受けられなくなる旨の仮定論を前提とするものであるから、不当であると言わざるを得ず、所論は到底採用できない。
—大阪高等裁判所第7刑事部、判例時報1988（1262）
（２ｰウ）工事現場に保安係員を立ち会わせるべき注意義務の履行可能性
（要旨）夜間店内工事に際して保安係員を工事に立ち会わせなかった被告人Aの過失責任について原判決は、説示または判断で「火災当日に欠員した保安係員の補充は難しく、テナントが行う夜間工事に保安係員を立ち会わせることは不可能だった」としたが、大阪高裁は「当直の保安係員に欠員が生じても保安管理体制を維持せねばならず、工事に保安係員を立ち会わせなかったことで保安管理上の不備が生じれば、それは被告人Aの責任である。千日デパート店長は『店内工事はテナントが責任を持つべきでデパート側が工事に立ち会う必要はない』と見解を述べているが、それは同店長がテナントの間で結ばれている管理契約の内容を知らずになされた供述で、現状では実際に防火区画シャッター閉鎖と工事立会いの必要性はあるのであり、被告人Aの責任を回避するものではなく、日本ドリーム観光が保安管理に消極的だったことにもならない」とした。
また他の部門の社員を工事立会いに充当する実現性について大阪高裁は「テナントから毎月徴収していた共同管理費は、保安係員の給与に充てられていたが、日本ドリーム観光はテナントに対して管理費の不足を理由に共同管理費の値上げを要求していたが、実際には余剰金が出る状況だった。そこでテナントが従業員の職務分掌を提出させ、内容を検討していたところで本件火災が発生した。テナント側は『デパート側が正当な措置を講じるために共同管理費の値上げを要求するのであれば値上げに応じた』としていて『共同管理費値上げ交渉があったことで保安管理体制強化が図れない』という原判決の判断は失当だ」とした。
原審は被告人Aおよび管理部次長にデパート管理部で工事立会いの人員確保措置の独自権限があったかどうかの検討について「それを認める証拠がない」と判断したが、それに対して大阪高裁は「原審公判廷で被告人Aが証言した内容によれば『店内工事の立会いの有無を決めるのは自分が判断し、管理部の職員や保安係員を立ち会わせていた。保安係が次長直轄体制に変わっても同様だった』と供述し、デパート店長の公判廷での証言では『工事の立会い指示は職務上では管理部次長であり、デパートビルの設備工事に際しても工事の立会いは管理部の課員である』と供述しているのであり、管理部次長（原審の被告人D）は管理部の3つの課を統括し、同部の職務全般を指揮監督する権限を有していた。だとすれば、部下である防火管理者の被告人Aが保安係員の欠員について工事立会いの要員確保の要請を管理部次長にしたのであれば、他の課員に臨時の当直を命令することができ、その措置を取る義務があったのは明らかである。被告人Aにしても自己の権限で課員の中から臨時の要員を工事に立ち会わせる権限があったというべきであり、原判決の判断は失当である」とした。
原判決の説示に対する判断
原審・保安係員を工事に立ち会わせなかったことについての被告人Aの過失責任

- 当直の保安係員または非番の保安係員を臨時に工事に立ち会わせる実現性

火災発生当夜は、5名体制の保安係員のうち1名がたまたま欠勤して4名体制になったに過ぎず、そのような状態でも保安管理体制を維持しなければならない。被告人Aが工事の立会いに何らの指示をせず、保安係員を工事に立ち会わせなかったために管理上の不備が生じたとすれば、被告人Aの責任というべきで、原審の判断は失当である。
- 日本ドリーム観光が工事の立会人を出す必要性

管理権原者である千日デパート店長は、ニチイ売場でO電機商会が施工していた電気配管工事に関して「ニチイが工事の責任を持つべきであり、被告人Aが右工事に立ち会う必要はない」と供述しているが、日本ドリーム観光と各テナントとの間で締結されている管理契約上においては、テナントの工事に保安係員が立ち会う義務があるのに、そのことを知らずに為された供述である。そもそも被告人Aからシャッター閉鎖についての進言はなく、夜間に防火区画シャッターを閉鎖しなければならないこと、ならびにその重要性を認識していなかったことが前提となるものである。したがって、千日デパート店長の見解は、被告人Aの責任を左右するものではなく、日本ドリーム観光が保安管理体制の強化に消極的であったとはいえない。

- 保安係員の増員および他部門の社員を工事立会いに充当する実現性

共同管理費の値上げをテナント側が理由もなく拒絶していたものでないことは明らかである。日本ドリーム観光は、テナント側に対し過去に２度値上げを要求したが、そのときの値上げ理由は管理費の不足であったが、その根拠が乏しかったことから、テナント側で調査したところ、むしろ毎月のように余剰金が出る状況であった。これは千日デパート開業当初からの坪2,500円という額を据え置きしているところにテナント数が増えて管理費収入が増加する一方、管理部の人員が減少して収支の均衡が取れていたからであった。千日デパート店長は、火災発生の1か月半前に3度目の値上げ要求を出したが、その理由は従業員の昇給や衛生費の増加で210万円不足しているというものであったが、テナント側が調査をおこなったところ、共同管理費の約70パーセントが人件費で占められていて、その対象となる従業員の職務分掌を明らかにするよう要求していたところ、デパート管理部の職務分掌が提出され、それを検討しているところで本件火災が発生した。以上のことからテナント側が理由もなく管理費の値上げに反対していたわけではないと認められる。むしろテナントは、必要な経費であれば値上げもやむを得ないと考えていて、もしも日本ドリーム観光が防火管理上、必要な措置を講ずるために共同管理費の正当な増額を要求したのであれば、テナントがこれを受け入れた可能性は充分にあったと考えられる。したがって共同管理費の値上げ交渉問題があって経費面から保安管理体制の強化が図れない趣旨の原判決の判断は失当である。
- 「デパート管理部から工事に立ち会う人員確保の措置を取る独自権限があったかどうか」についての控訴審判断

原審が「被告人Aや管理部次長が売場の工事をおこなう場合に、千日デパート管理部から工事に立ち会う人員を確保する措置を取る独自の権限があったかどうかを認めるに足る証拠がない」としたが、被告人Aは原審公判廷で「店内で行われる工事については、事前に申請がなされた段階で立会いを付けるべきかどうかを自分が判断し、管理課の職員を立ち会いさせることにしていた。テナントの工事であっても、日本ドリーム観光の施設、電気、気罐、空調等に関連のある工事には管理課で立会いを付けていた」「工事に保安係を立ち会わせるどうかの判断は、一応次長と相談したうえではあるが、私がしていた。保安係が次長直轄になった以降も同様である」と供述し、また千日デパート店長も同公判廷で、「工事の立会い等の指示は職務上からいえば管理部次長である」「デパート自体の工事の保安体制もテナントの工事の場合と同じで、工事の立会いは管理課の課長又は課員である」と供述しているので、管理部次長は、管理部の3課（総務課、管理課、営業課）を統括し、同部の職務全般について同部の従業員を指揮監督する権限を有していたのであるから、防火管理者であり、同部管理課課長でもある被告人Aから欠勤した保安係員の補充要員またはテナント工事の立会い要員を確保する要請があれば、同部所属の他の従業員立会いのために臨時の当直を命令することができ、またそのような措置を取るべき義務があったのは当然であり、被告人Aとしても自己の指揮監督する管理課の課員のなかから臨時の当直要員を指定して工事に立ち会わせることもできたことは明らかであり、原判決の前記判断は失当と言うべきである。—大阪高等裁判所第7刑事部、判例時報1988（1262）

以上の各検討結果により、大阪高裁は被告人Aの各注意義務の履行可能性および結果の回避可能性について、以下のように判断した。

#### 被告人Bおよび同Cについて
（１）同被告人らの各注意義務の履行可能性ないし結果回避の可能性
（要旨）被告人Bおよび同Cの各注意義務の履行可能性、結果回避の可能性について大阪高裁は「被告人Cが事務所前の換気ダクトから噴き出す煙に気付いて階下での火災を覚知し、その後にクローク前に様子を見に来た時点では南側（A南）エレベーターから噴き出す煙の量は少なく、その時点で従業員を指揮して客らをB階段へ避難誘導し、同時に救助袋の投下を行うなどの避難準備を進めることは可能だった。また平素からの避難訓練が行き届いていて、被告人Cから指揮を受けた従業員が客らをB階段へ避難誘導し、救助袋の投下の一連の作業を手順どおり冷静に行えたと認められる」とした。
煙が7階に蔓延したあとの状況での結果回避について大阪高裁は「ホールに煙が充満したあとでもホステスが1名、B階段を使って脱出に成功しているのであり、煙の中を突っ切ってでもB階段から避難することは可能だった。被告人Cが防火管理者講習で身に付けた知識を以ってすれば、22時50分ころまでは避難者に煙から身を守る姿勢などを取らせたあとにB階段へ避難誘導することは可能で、同階段からの避難は可能だった。実際に適切な避難誘導によって煙の中を突っ切って建物の滞在者全員が避難に成功した火災事例があることからも、それは実証されている」とした。
救助袋による結果回避について大阪高裁は「煙が充満する前に救助袋が投下されていれば、降下実験の結果などを参考にすれば、多少の混乱や不手際があっても数分間に相当数の客らを避難させられたと認められる（1分間に20名程度、混乱した状況下では10名程度）」とした。

- 被告人Cが22時39分に事務所前の換気ダクトから噴き出す煙に気付き、そのときに階下での火災を覚知し、そのあとクローク付近へ様子を確認に行った22時40分の時点では、南側（A南）エレベーターから流入して来る煙は少量であった。この段階で従業員らに火災発生を通報し、直ちに従業員を指揮してB階段への避難誘導を開始するとともに、救助袋による避難準備を進めることが可能であったと認められる。しかも平素からの避難訓練が行き届いていれば、22時39分から40分ごろのプレイタウンに流入した煙の量はさほど多くなかったのだから、同被告人からの指揮を受けた従業員らは比較的冷静かつ沈着に行動することが可能で、B階段への誘導および救助袋の投下に至る一連の作業は、手順どおり迅速におこなえた。遅くともB階段への誘導は22時40分ごろまでに、救助袋の降下準備完了は22時45分までには為し得たと認められる。
- 煙がクローク付近へ多量に充満してきた段階においても、B階段を使って自力脱出したホステスの状況に照らしてみれば、煙の中を突っ切てもB階段からの避難は可能で、被告人Cが冊子「防火管理の知識」の内容を十分に把握していたのであれば、姿勢を低くし、ハンカチなどで口や鼻を覆い、呼吸を少なくしてクロークを通り抜けB階段へ行くように客らに指示して避難誘導をおこなっていれば、少なくとも停電のころ（22時49分）までにはクロークからB階段への避難誘導は可能だった。またクロークカウンターの65センチメートル幅の出入口についても、自動改札機の通り抜け実験で幅が55センチメートルの改札口において、毎分60名から70名の人数が通過できたと認められたのであるから、本件火災の状況では30名から35名程度は通り抜け可能だというべきであり、被告人Cの適切な避難誘導があればB階段からの避難は可能であったと認められる。
- このことは「大阪科学技術センタービル火災」において、適切な避難誘導が実施されたことにより、ビル内に滞在する679名全員が無事脱出し得た事例によっても裏付けられる。この火災では、防火管理者が放送設備を用いて「3階で火災です。中央階段を利用せず、東階段から避難してください」と避難放送をおこない、その情報を得てから煙によって全く前が見えない状況下で避難した者が在館者の48パーセントいた。適切な放送と避難誘導がおこなわれたことにより、パニックによる重大な結果は起きなかったと認められる。したがって防火管理者において避難階段を明示し、避難誘導が適切に行われたならば、煙が充満した経路を突っ切ってでも避難し得ることを実証したものと言えるのである。
- 救助袋による避難についても、救助袋を使用しての降下実験では、1分間に20名程度の降下が可能であると認められ、緊急事態に直面した本件火災においては、従業員の指示や介添えがあったとしても、そのとおりに降下できたかは疑問があるが、1分間あたり10名程度は降下可能であったと認められ、数分間あれば客らの相当数を避難させられたと認められる。
—大阪高等裁判所第7刑事部、判例時報1988（1262）

以上の各検討により、被告人Bおよび同Cの各注意義務の履行可能性と結果回避の可能性について、大阪高裁は以下のとおり判断した。
（２）原判決の説示及び弁護人らの所論に対する判断
B階段への避難誘導に関して
（要旨）B階段への避難誘導に関して、原判決の説示および被告弁護人の所論に対する判断について大阪高裁は「原判決がB階段は22時50ころまでは避難が可能で、被告人Cが平素からB階段の状況を把握したうえで避難誘導訓練をしておけば、右同時刻ころまでは救助袋による避難を併用することで避難者を地上へ無事に避難させられた」として、その結果回避の可能性を認めておきながら、その一方で原審が「被告人Cが避難訓練を十分に行っていたとしても、南側（A南）エレベーターシャフトから噴き出す猛煙によってクローク付近が急速に汚染される状況下でB階段への避難誘導が行えたかは大いに疑問で、仮に避難誘導ができたとしても死傷結果を回避できたかは疑問だ」などと説示し判断したのは「原判決が事実を誤認し判断を誤ったものであり、失当である」とした。
大阪高裁は被告人CがB階段からの避難計画を立てる可能性について、原審が「階下で火災が発生した場合、プレイタウンが機密構造になっていない限り、速やかに客らを避難させる必要があり、階下の火災が1階で発生している可能性もあるのでF階段による避難は危険である。階下で火災があればB階段こそが唯一安全な避難階段であり、他の階段を避難路とするのは危険である。したがって被告人CがB階段こそが地上に避難できる唯一の階段であるとの結論に至る可能性は十分にあった」などと説示したことは、「結論として判断した内容に矛盾する」とした。さらに原審の「如何なる方向から煙が来てもB階段から避難する計画を立てることはできない」という説示についても大阪高裁は「予想外の事態であっても、構造上においてB階段こそは唯一安全な避難路である事実は変わらないのであるから、B階段への避難誘導を断念する理由は見出し難い。プレイタウンにおける唯一安全な避難路はB階段であって、これは2方向避難の原則の前提を欠くことになるが、たとえB階段の方向に煙が流れていたとしても同階段から煙が流れているわけでも煙が充満しているわけでもないのであるから、B階段へ避難誘導すべきである。本件火災の場合、事務所前ダクトや南側（A南）エレベーターから猛煙が噴き出し、火災の規模が大きいと予測できたのであり、避難計画を立てていれば救助袋による避難も考えられ『F階段に避難するのが最適の方法である』などという無謀な発想が起こるはずもない。原審の避難計画についての判断は、右のような検討を加えておらず、実際に被告人Cは避難計画など何も立てていなかったのであるから、仮定論を前提とするものである以上、その判断に矛盾や誤りがあると言わなければならない」とした。
B階段への避難誘導の可能性について大阪高裁は「被告人Cは、B階段の安全性を認識しておらず、避難誘導の方法および行動を誤り、その着手にも著しい遅れがあった。原判決では『被告人Cがエレベーターホールへ様子を見に来たのは、南側（A南）エレベーターから激しく煙が噴き出した直後だった』としているが、実際にはそのころの煙はそれほど多くは無く、被告人Cの避難誘導には支障がない状態であり、この時点での対処を怠った同被告人には落ち度がある。また階下で火災があった場合の安全な避難路はB階段しかないのであるから、B階段が煙で汚染されているという特異な状況でもない限りは、たとえエレベーターから煙が噴出して通路が遮断されていたとしても、B階段へ避難誘導すべきであり、それができなかったということは避難計画と避難訓練を怠っていたことによるものであるから、原判決が『B階段からの避難誘導を決断するのは困難だ』とした判断は肯定できない。原判決が『客や従業員にB階段への避難を指示しても混乱した状況下では不可能だった』とした点についても、適切な避難誘導で多くの避難者が無事に脱出できた火災事例があることから、被告人Cや従業員の適切かつ明確な避難指示があれば、大きな混乱もなくB階段への避難誘導は可能だったと認められる。以上のことから、被告人Cが適切な避難誘導を為し得なかったことで大混乱が起きたものである。同被告人の避難誘導が適切であったなら、客らがクローク前に殺到して大混乱を来し、避難誘導を不可能にする事態に至ったとは考えにくい」とした。
従業員によるB階段への避難誘導の可能性について大阪高裁は「原判決では『エレベーターホールにやってきた従業員は、その時点ではエレベーターや換気ダクトからの煙の状況を知り得なかったのであるから、たとえ避難訓練を受けていて、直ちに避難誘導に取り掛かっても客らをホールへ戻るよう指示し、F階段へ避難誘導したと思慮される』としたが、従業員が避難訓練を受けていれば、B階段へ客らを誘導していたと認められ、最も危険なF階段へ誘導したり、エレベーターホールへ向かおうとする客らをホールへ押し止める行動に出るはずもない。クローク前の混乱した状況を招くこともなく、原判決の説示は失当だ」とした。
B階段の安全性について被告弁護人は「B階段は必ずしも安全ではなく、火災により煙が充満する可能性はあり、唯一安全な避難階段ではない」と主張し、いくつかの可能性を示したが、それに対して大阪高裁は「B階段は各階で二重の鉄扉で常時閉鎖され、デパートの売り場から遮断されており、同階段に火や煙が入る可能性は低い。煙が同階段に充満する可能性があるとすれば、それは1階プレイタウン入口と地下1階エレベーターホールで火災が起こった場合であるが、右入口とエレベーターホール、B階段の内部の可燃物の量はそれほど多くなく、B階段を使用不能にするほどの煙が充満する可能性は低い。以上のことからB階段が唯一安全な避難階段である事実には変わりなく、被告弁護人の所論は採用できない」とした。

（２ｰア）原判決が事実を誤認し、判断を誤った部分

原判決では「本件火災当時に死傷者を出すことなくプレイタウン店内から避難することが可能だったか否かについてみるに、4つの階段のうち、避難に使えるのはB階段のみであり、22時50分ころにホステス1名がクロークを通り抜け、B階段を使って避難出来ているので、クロークさえ通り抜けられればB階段は通行可能だったと認められる。被告人Cが平素からB階段の状況を把握し、6階以下の階で出火した場合の安全な避難路としてはB階段しかないことを十分に認識して、従業員にそのことを教え、たとえクロークに煙が充満していてもそこを突っ切ってB階段から避難誘導するように指導訓練しておけば、22時50分ころまでならB階段と救助袋を使って同店内に滞在していた全員を地上まで無事に避難させられたのではないかと、一応考えられないではないのである。」として幾つか理由を挙げ、「被告人Cが6階以下の階で火災が発生した場合を想定して避難経路等について十分に調査検討のうえ、避難訓練をおこなっていたとしても、エレベーターシャフトからの猛煙でクローク付近が急速に汚染されるという予想外の状況に直面して、B階段への避難誘導が果たして可能だったのか大いに疑問であり、仮に避難誘導が可能だったとしても全員の死傷の結果を回避できたかどうかは甚だ疑問であると言わざるを得ない」としたのは事実を誤認し、その判断を誤ったものであり失当である。—大阪高等裁判所第7刑事部、判例時報1988（1262）
（２ｰイ）被告人CがB階段からの避難計画を立てることの可能性

原判決が、被告人Bおよび同Cの以下に掲げる各注意義務について・・・
- 「6階以下の階で火災が発生した場合でも、プレイタウンが他の階から完全に遮断された気密構造になっていない以上、同店内に煙がどこからか流入して来る恐れがあるから、煙の具体的な流入経路や速度については分からないまでも、とにかく速やかに客や従業員を避難させる必要がある」
- 「6階以下の売場で出火した場合、1階売場も火災となっていることは十分考えられるから、F階段を利用して避難することは危険である」
- および「6階以下の売場で出火した場合には、その時刻の如何を問わず、各階段A、E、Fを避難路とするのは危険であり、B階段こそが安全確実に地上に避難できる唯一の階段であるとの結論に被告人C自身が到達することは十分可能であった」

・・・との各認定に前記（２-ア）の原判決説示は矛盾する。
- また「煙が如何なる方向から来ようともB階段から避難するとの避難計画を立てることはできない」との説示についても、「被告人Cとしては、むしろ6階以下の階で火災が発生した場合、プレイタウンが他の階から完全に遮断された気密構造になっていない以上、その煙があらゆる経路を経てプレイタウン内に流入する恐れのあることを予測し、通常は唯一安全な避難路であるB階段への避難誘導計画を策定しておけば足り、またこれ以外にはないのであって、煙が如何なる方向から来ようともB階段から避難するとの避難計画を立てることはできない」とする原判示は相当でない。
- 仮にそれが予想外の事態であったとしても、B階段こそはビルの構造上、各売場とも完全に遮断されていて、通常は唯一安全な避難路であることには何ら変わりはないのであるから、B階段への避難誘導を断念すべき理由は全く見出し難いのである。また、消防署の指導上で言われる「2方向避難」というのは、あくまでも基本的に安全性の高い避難経路を常に2方向以上確保したうえで、火災が発生した場合、その状況によって安全確実な方向に避難するような体制を整える必要があることを言うのであって、プレイタウンのように、6階以下の階で火災が発生した場合、「B階段こそが唯一安全な避難階段」であるときには、2方向避難の前提を欠くのであって、たとえB階段の方向に煙が流れていたとしても、同階段から煙が流入し、あるいは同階段自体に煙が充満していたわけではないから、当然B階段に避難誘導すべきであり、この点の原判決には誤りがあると言うべきである。
- 本件火災の場合のように、北側事務所前換気ダクト開口部からの煙のほか、クローク前やエレベーターの前にも煙が流入していたとすれば、むしろ6階以下の階での火災がある程度規模の大きなものであることが十分予想されるので、仮に的確な避難計画を立てていたとすれば、B階段への避難誘導とともに当然救助袋による避難にも全力を注ぐことになるはずで、最も危険度の高い「F階段」に誘導するのが最適の方法である、などというような無謀な発想は起こり得ないものと言わなければならない。原判決の避難計画に関する判断は、被告人Cらにおいて現実には消防避難計画について右のような検討を全く加えておらず、何らの避難計画も立てていなかったのであるから、仮定論を前提とするものである上、その内容自体にも矛盾や誤りがあると言わなければならない。
—大阪高等裁判所第7刑事部、判例時報1988（1262）
（２ｰウ）本件火災における被告人CのB階段への避難誘導の可能性

原判決の説示は、この点についても、被告人Cが消防計画の策定、避難誘導訓練を全くおこなっていなかったのであるから、原審判示は仮定論を前提とするものであるうえ、原審説示の内容そのものも以下に述べるとおり、誤りがあると言わなければならない。
- 同被告人は、B階段の安全性を全く認識していなかったために、的確な避難誘導の行動を開始し得ないまま、漫然クローク付近に赴き、同所でしばらく様子を見ているうちに、エレベーター昇降路から流入している煙が次第に増量して付近が徐々に暗くなってきたことから、ようやく客や従業員の避難を考えるに至り、近くにいた従業員に電気室から懐中電灯を取って来るよう指示し、右従業員が電気室へ行って戻り、懐中電灯を見付けることができなかった旨報告するのを待って、レジ付近まで戻り、ボーイらに指示してA階段の出入口の扉を開けさせようとしたのであり、同被告人の避難誘導の行動は、方法において誤りがあったのみならず、その着手が著しく遅延したものと言うべきである。
- 被告人Cがクローク付近まで行ったのは、「エレベーターの昇降路から多量の煙が噴き出し始めた直後であった」との誤った事実認定を前提に、B階段への避難誘導を決断することは困難であったとする原判決の判断は明らかに失当であって、右のとおり、被告人Cがクローク付近に至ったときは、B階段への避難誘導に何ら支障のない状態であり、この時点で明確な対処を怠ったことは同被告人の落度であると言うべきである。
- もともとプレイタウンにおいては、6階以下の階で出火した場合の安全な避難路は、通常はB階段しかないのであるから、エレベーター昇降路から煙が流入したとしても、B階段自体からも煙が流入するというような異常な状況にない限り、クロークへ進入する経路が煙により遮断されるまでの間は、万難を排してB階段へ避難誘導すべきであり、もし的確な避難計画を立て、避難訓練をしていたならば、寸刻の間にそのような判断を為し得たはずであり、それができないということは、すなわち右のような避難計画を立て、訓練を行う事を怠っていたことによるものであって、B階段からの避難誘導を決断することが困難であったとする原判決の判断は到底肯認できない。
- 原判決は「客や従業員に対し、B階段に避難するよう指示したとしても、当時の状況では、大きな混乱が起きて避難出来たか否か疑問である」とする。しかし、この点については、「大阪科学技術センタービル火災」の事例において説示したとおり、本件のような危急の事態に遭遇した場合、群衆は、避難誘導指揮者の適切かつ明確な指示があれば、これに従って安全な場所を求めて危険をも省みずに行動することは群衆心理の常識とも言うべきであり、このことは、証人Sの当審公判廷における供述からも伺われるところであるから、被告人Cや従業員の明確な指示さえあれば、大きな混乱が起きることなくB階段への避難誘導は可能であったと認められる。
- 本件の場合には、実際にホールからの出入口であるアーチ付近では、ホールへ向かう者とクロークへ向かう者とが衝突し、混乱した状況にあったことが認められるが、しかし、これは被告人Cらが適切な避難誘導を迅速かつ的確に行わず、専用エレベーター前のホールに出て来る客をA階段から避難させようとし、クロークに誘導しようとする者と、逆にこれを押し止める者とがあって、避難誘導に当たるべき従業員の指示が混乱したことによる当然の結果である。
- 結局、被告人Cらは、適切な避難誘導を為し得なかったため、同店が大混乱状態に陥ったものであり、同被告人らによる適切、かつ、明確な避難誘導を受け、すべての客らがB階段に向け1つの流れとなって避難していたとするならば、火災という非常事態のため、多少の混乱が生じたとしても、クロークの出入口付近に殺到して大混乱を来たし、避難誘導を不可能にするという事態に立ち至ったとは考えにくい。
—大阪高等裁判所第7刑事部、判例時報1988（1262）
（２ｰエ）従業員らによるB階段への避難誘導の可能性

原判決では「従業員Mらは、被告人Cがエレベーターホールにやって来るまでに換気ダクト開口部からの煙の吹き出しについて知り得ないのだから、仮に「Mら」が6階以下の階で火災が発生した場合の避難訓練を受けていて、直ちに避難誘導に取り掛かったとしても、B階段ではなく、F階段から客らを避難させようと考えたであろうから、本件のようにエレベーターホールに押し寄せる客らを押し止め、ホールへ戻るよう指示したと思料される。」・・・とするが、日頃から避難訓練を徹底していれば、従業員は唯一安全な避難路であるB階段に客らを誘導していたものと認められ、最も危険な「F階段」を避難路と考えたり、ホールからエレベーターホールへ向かう人達を押し留めたりするという行動に出るはずもなく、クローク前の異常な混乱した状態を招くこともなかったことは明らかで、原判決の説示は失当である。—大阪高等裁判所第7刑事部、判例時報1988（1262）
（２ｰオ）B階段の安全性

被告弁護人らの所論では「B階段は必ずしも安全ではない」と主張する。それは・・・
1. 1階のB階段入口が木製扉であること。
2. 地下1階エレベーターホールと地下飲食店街とは鉄扉1枚で繋がっているので、仮に地階の飲食店で火災が発生した場合にB階段へ火や煙が入り、同階段が使用不能になることが十分想定されること。
3. 以前に地下1階「プレイタウン」エレベーターホールで小火が発生したことがあること。

・・・以上の点で「B階段は唯一安全な避難階段ではあり得ない」というのである。
しかしながら、地下1階から6階までのB階段と千日デパートの売り場間の鉄扉は、常時閉鎖されているのであり、B階段に火や煙が入る可能性は低い。B階段に火や煙が入るとすれば、1階プレイタウン専用出入口（B出入口）で出火し、その火や煙がB階段を通じて7階へ上昇する場合しか考えられない。B階段には、地下1階エレベーターホールに可燃性の装飾があり、1階同専用出入口には木戸や絨毯、ビロードカーテンが、またB階段の階段室には木材や段ボールが置かれていたものの、それらの量はそれほど多くなく、1階同専用出入口は、プレイタウン営業中はその扉が大きく開けられ、道路に面していることが認められているところ、可燃物が燃えたとしてもB階段の安全性を左右するほど火や煙が同階段に入り、充満する可能性は低いと言わざるをえない。以上のことから、B階段が唯一安全な避難階段であるというべきであるから、被告弁護人らの所論は採用できない。—大阪高等裁判所第7刑事部、判例時報1988（1262）
救助袋による避難行動に関して
（要旨）救助袋による避難行動に関して大阪高裁は「被告人Bおよび同Cについて、原審が右被告らが救助袋の整備を怠り、同避難器具を使用した避難訓練を行わなかった注意義務違反を認めながら、同器具による避難の可能性を否定して両被告人の過失をも否定したことは事実の誤認によるもので、各判断は失当である」とした。さらに原審では「救助袋は避難階段が使用不能な時の補助的な避難器具であり、B階段への通路が煙の汚染によって通れなくなれば多数の避難者が救助袋もしくははしご車に殺到する。そのような予期しない状況を前提とした訓練を被告人Cが行えたとは言えない」と説示したが、それに対して大阪高裁は「避難階段がすべて使えなくなる状況など防火対象物ではあってはならず、そのような前提による消防署の指導や避難訓練などありえず、そのことを前提として指導訓練の有無を論じる原審判決は誤りである」とした。
原審では「被告人Bおよび同Cが各注意義務を尽くし、救助袋の補修や取替えを行い、避難訓練を行っていたとしても、救助袋を使用した避難の可能性は認められない」「救助袋による避難は、避難階段が煙で汚染され、救助袋が唯一の脱出手段となったときに投下される」と説示したが、それに対し大阪高裁は「被告人Cが避難計画を立て各注意義務を履行し、避難誘導を適切に行えば、まだ煙がプレイタウンに充満する前の段階（22時40分ころ）で、従業員を指揮して避難階段への誘導と同時に救助袋を投下することも十分に可能だった。煙が充満して店内が混乱した状況になった後（22時43分以降）を前提とする救助袋による脱出の可能性を否定する原審判断には重大な過ちがある。避難誘導の可能性にしても煙が店内に充満して混乱した状態になったあとの状況で避難誘導の可否を論じることは検討を加えるまでもなく失当である」とした。
原審では「22時48分の時点で救助袋が使用可能になったとしても150名の避難者が同器具を使用して全員が無事に地上へ脱出できたとは考えられない」と説示したが、それに対して大阪高裁は「救助袋は補助的な避難器具であるが、避難階段（B階段）への避難誘導は22時49分までは可能だった。避難階段への誘導と救助袋を補完することでホステス更衣室にいた11名を除く避難者全員を安全に地上へ避難させることは可能だった。従って救助袋による避難のみを論じること自体が根本的に誤りで原審判断は失当だ」とした。
被告弁護人は、救助袋による避難の補完性について「消防署の指導では救助袋は補助的な避難器具とされ、避難階段からの避難者が残るときに使用が考えられる。避難階段からの避難が優先される状況では、訓練を重ねていたとしても直ちに救助袋を投下する判断は下せない」と主張したが、それに対して大阪高裁は「被告人Cは、クローク前へ来た時までには空調ダクトや南側（A南）エレベーターから煙が噴き出している状況を確認して階下で火災が発生したことを認識しており、店内には勝手を知らない客などが滞在していたことから避難に手間取ることは予測できたわけで、22時40分の時点で従業員らを指揮してB階段へ客らを避難誘導し、同時に救助袋を投下させるべきであったと考えられるので所論は採用できない」とした。
大阪高裁は、原審がホステス更衣室に居た11名に結果回避の可能性が無かったと判断した点について「プレイタウン店内に煙が流入し始めた初期段階から事務所前の空調ダクトから噴き出す猛煙により同更衣室に繋がる廊下が汚染され、更衣室直結のE階段出入口からも猛煙が同更衣室に流れ込み、2か所ある避難路が煙で完全に塞がれたことにより、被告人Cが各注意義務を尽くしたとしても11名の死傷の結果を回避することはできなかった」として原審判断を肯定した。そのことについて検察は「結果回避は可能だった」と反論したが、それに対して大阪高裁は「検察の主張は22時45分ころに従業員がE階段から避難しようと客やホステスらをホステス更衣室方面へ避難誘導しようとした事実を前提にしている。その時点では空調ダクトからの猛煙で同更衣室に繋がる廊下は避難路として使えなかった。22時39分ころには既に廊下が猛煙で汚染されており、その時点で同更衣室からの避難はできなかったのであるから、検察官の所論は採用できない」とした。　

救助袋による避難行動に関しての各検討
原判決は、被告人B、同C両名について、救助袋の整備を怠り、救助袋を使用しての避難訓練をおこなっていなかった注意義務違反を認めながら、救助袋による避難の可能性を否定し、被告人両名の過失責任をも否定したが、大阪高裁の検討では「原判決は、以下の各事実を誤認し、その判断を誤ったものであるから、いずれも失当である」と判断した。
（１）救助袋の避難方法としての位置づけ

原判決では避難訓練および訓練指導の内容について「消防当局が火災の場合の避難方法としては、あくまでも避難階段を利用しての避難を優先すべきであって、救助袋は本来の避難路から逃げ遅れた極少数の者を対象とした補充的な避難方法であるにすぎないとの考え方に立っていたことが窺えるので、消防署係官の指導がなされたとしても、その線に沿った内容の指導に止まったであろうと考えられることなどから、本件のようにB階段へ通ずる通路及びその余の避難階段が、いずれも煙のために現実には避難路となり得ず、在店者のほとんどが、1個の救助袋若しくは消防署のはしご車に頼って避難せざるを得ないような場合を想定した避難訓練まで為し得たとは到底言えない」旨説示する。原判決が指摘するように、火災の場合の避難手段としては、避難階段を使用しての避難が優先されるべきであって、救助袋による避難は補完的なものであるのは、そのとおりである。したがって「避難階段が使用不能になった場合の指導」などというものは本来はあり得ない。防火対象物が、そのような状態であるならば、欠陥対象物なので消防署は安全な避難路確保について指導するはずであり、避難路が確保されていないことを前提に救助袋による避難訓練を指導することなどなく、全階段が使用不能になった場合を想定しての訓練指導の有無を論じる原判決は、その前提において誤りがある。要するに救助袋の使用方法について指導と訓練をおこない、有事の場合にこれを使用できるようにしておきさえすれば足りるのである。—大阪高等裁判所第7刑事部、判例時報1988（1262）
（２）本件火災時における救助袋による避難行動の可能性

- 原判決では「被告人Bおよび同Cが、各注意義務を尽くし、救助袋の補修や取替えをして、これを使用して避難訓練をしていたとしても、本件では救助袋による避難の可能性を認めることは困難である」として、その可能性を否定した。しかしながら、前記説示のとおり、右注意義務を尽くしていれば、B階段からの誘導に加え、右救助袋による避難方法が併用されることによって、ホステス更衣室にいた11名を除く、その余の在店者全員が安全に避難し得たというべきであり、これを困難ならしめる特段の事情を否定する根拠として挙げられる諸事情は、次に述べる通り失当である。
  - 原判決が救助袋による避難判断を為し得る時間を「22時42分」としたのは誤りで、しかも救助袋の投下を決意することについて、「救助袋による避難しかあり得ないと判断した場合にのみ行われる」との前提自体も誤りである。被告人Cが6階以下での火災を覚知してクローク付近に様子を見に来た時点では、エレベーターから噴き出す煙はさほど多くなく、在店者も混乱した状況には陥っていないのであるから、直ちに従業員を指揮して避難階段への誘導とともに、救助袋を投下して避難路を確保すべき注意義務を忠実に履行していたならば、従業員らを救助袋設置の部署につけ、救助袋の投下を実行することは十分に可能だった。避難するための時期を失して混乱状態に陥ったあとの状況を前提として、その可能性を否定する原判決の右判断には重大な誤りがある。従業員にしても、平素から避難訓練を受けていれば、被告人Cの指示を待つまでもなく、煙の流入に気付いた時点で自発的に救助袋の投下作業に取り掛かるはずである。従業員が「たまたま窓際で救助袋を発見した」と供述したのは、まさに被告人Cが消防計画の策定、避難誘導訓練を全く怠っていて、適切な指示が為されなかった事実を裏付けるものである。

- 原判決は「救助袋を使用して降下可能な状態になったのは、本件の場合よりもせいぜい1分程度早い22時48分ごろであった」旨説示するが、これは、たまたま救助袋が設置されている窓際に行った従業員らが救助袋に気付いて投下した時刻が22時46分ごろであったことを前提にしている。もし被告人Cの指示が徹底し、従業員に対する避難訓練ができていれば、それよりももっと早い時間に降下可能な状態にできたことは前述のとおりであるから、その前提が間違っているばかりか、救助袋の投下が遅れたとしても、被告人Cがクローク前からホールへ引き返して来た時点で直ちに救助袋の投下を指示し、救助袋が使用可能な状態に整備され、従業員が取扱い方を知っていれば、遅くとも22時45分から46分ころまでには避難可能であったと認められるので、こうした前提を無視した原判決の判断は誤りである。
- 原判決では、被告人Cが救助袋による避難を決意し、従業員に対し客らを救助袋が設置してある窓際に誘導するように指示した場合を想定し、その後に起こり得る結果を説示して、救助袋が設置された窓際への誘導の可能性を否定している。しかしながら原判決の判断は、被告人Cが22時44分から45分ころに救助袋による避難誘導を決意した場合を想定している時点で重大な誤りがある。被告人Cは22時39分ころには階下で火災が発生したことを覚知しているのであり、同被告人がクローク付近に来た22時40分過ぎころに、直ちに避難誘導の指示などの適切な行動を開始し得たはずであって、これを怠り、避難誘導の時機を逸して混乱状態に陥ったあとの状況下における避難誘導の可否を論じることは、右原判決の内容について、検討を加えるまでもなく失当である。
- 原判決は「以下のような状況下において、仮に救助袋の入口が開き、22時48分ころ、これを使用して降下が可能な状態になっていたとしても、降下所要推定時間およびホール内における致死限界推定時間等を総合して考察すると、ホール内にいた150名と楽団室及びボーイ室にいた者ら全員はもとより、ホール内にいた150名くらいの者全員が右救助袋を利用して無事地上に脱出したとは考えられない」旨説示し、その根拠として、具体的個別事情を挙げて種々検討を加えているが、原判決は　救助袋の使用開始可能時刻を22時48分としている点で誤っている。そもそも救助袋による避難はあくまでも補完的なものであり、本来はB階段を利用して適切な避難誘導が為されるべきで、それは22時49分ころまでは可能であった。B階段への誘導のほか、これを補完するものとして救助袋による避難方法を併用することにより、ホステス更衣室に滞在していた11名を除く在店者全員が安全に避難し得たことは前述のとおりである。したがって救助袋のみによる全員の避難救助の可能性を論じる右原判決は根本的に誤りであり、原判決が挙げる具体的個別事情を検討するまでもなく、原判決の右判断は失当である。
—大阪高等裁判所第7刑事部、判例時報1988（1262）
（３）救助袋による避難方法の補完性に関して

被告弁護人らの所論は「消防署の指導においては、救助袋は補助的用具とされ、可能な限り階段から脱出し、それでもなお避難者が残るときに救助袋の使用が考えられているから、火事を覚知すれば、まず階段による避難を考え、それも無理となって次に救助袋を使用することになるのであって、いくら訓練を重ねても、状況を判断せずに直ちに救助袋を投下するなどということにはならない」旨主張する。被告人Cは、事務所前換気ダクトの開口部から煙が噴き出しているのを現認し、階下で火災が発生したことを覚知した時点で、同被告人は煙のためにホステス更衣室に行けず、その後にホール出入口へ向かった。そしてクローク付近へ行った際には、通常の唯一安全な避難階段であるB階段近くのエレベーターホールにも煙が流入する状況に遭遇したのであり、店内の煙の状況のほか、店内の勝手を知らない客、または酔客もいたことから、避難に手間取り、避難階段から逃げ遅れる者もあることが予測できた。したがって遅くとも同被告人がクローク付近に赴いた22時40分過ぎ以降には、B階段からの避難誘導を開始するとともに、救助袋を使用しての避難にも配慮し、従業員らを指導して、その投下作業にも取り掛からせるべきであったと考えられるので、所論は採用できない。—大阪高等裁判所第7刑事部、判例時報1988（1262）
ホステス更衣室にいたホステスら11名について結果回避を否定した理由

本件火災当時、ホステス更衣室にいた11名については、被告人Bおよび同Cが注意義務を尽くしていたとしても、11名の死傷の結果を回避する可能性は無かったというべきである。22時39分から40分ころには、事務所前換気ダクト開口部からの煙のために同更衣室へ通じる通路が遮断され、同通路は避難路としては使うことができず、それ以外の方法を考えてみても、事務所西側の宿直室を通って同更衣室に行くことも、被告人Cが事務所ドアを開けた際に事務所内へ勢いよく煙が流れ込んで充満し、その通路を遮断したであろうと推認されるところであり、被告人Cが22時39分ころに階下での火災を覚知して以降、前記更衣室の滞在者11名がB階段や救助袋のあるホール窓際へ避難誘導させることは不可能であったと認められ、右在室者の死傷の結果を回避できなかったというべきである。なお検察官の所論では「被告人Cは、22時44分から45分ころまではB階段に、あるいは救助袋のあるホール窓際に11名を避難誘導することは可能であった」と主張する。しかしながら、右所論は原判決の「ボーイらがE階段から避難しようと考えてホステス更衣室へ向かった22時44分から45分ころの時点における右通路の煙の状況」を根拠にして、ホステス更衣室に在室する11名の避難誘導の可能性を論じているのみであって、右時刻以前は同更衣室からの避難誘導が可能であったとの判断をしているものではないうえ、前述のとおり、22時39分から40分ころには同更衣室に至る通路は避難路としては使えない状態であることは明らかであるから、検察官の所論は採用できない。—大阪高等裁判所第7刑事部、判例時報1988（1262）

### 各注意義務の懈怠（過失）と因果関係
（要旨）大阪高裁は被告人3名の各注意義務の懈怠（過失）と因果関係について「被告人3名が各注意義務を尽くしていれば、本件被害者全員の死傷の結果を回避できたのは明らかだ」として、過失と結果の間に因果関係があることを認め、3被告人の過失責任を認定した。ただし被告人Bと同Cについては「ホステス更衣室に居た11名の死傷結果に対する過失責任は無く、過失と結果の間に因果関係はない」とした。大阪高裁は本件火災被害者のうちホステス更衣室に居た11名を除く149名の死傷結果は「被告人3名の過失が競合して相乗作用した結果によるものである」と認定した。以上により、大阪高裁は「被告人3名の業務上過失致死傷罪が成立するのは明らかであり、原審が被告人3名に対し過失責任を否定し無罪を言い渡したのは事実を誤認したものであって、その誤りが原審判決に影響を及ぼしたことは明らかである」と結論付けた。
被告人Aについて

前記の各注意義務を尽くしていたなら、被告人Cらの適切な避難誘導と相俟って、プレイタウンに在店していた客や従業員ら181名全員が安全に避難し得たと認められるので、同被告人の過失と本件被害者全員（死者118名、受傷者42名の計160名）の死傷の結果との間に因果関係が存するのは明らかである。—大阪高等裁判所第7刑事部、判例時報1988（1262）
被告人Bおよび同Cについて

前記の各注意義務を尽くしていたなら、ホステス更衣室にいた11名を除くその他のプレイタウンに在店していた客や従業員全員が安全に避難し得たと認められる。死亡者118名のうちホステス更衣室で死亡した9名を除く109名の死亡の結果は、右被告人両名の過失と因果関係があるのは明らかである。また受傷者42名のうちホステス更衣室にいて消防隊のはしご車に救出された2名を除くその他40名については、その受傷の結果は右被告人両名の過失と因果関係があることは明らかである。—大阪高等裁判所第7刑事部、判例時報1988（1262）
被告人Aと被告人Bおよび同Cの各過失の競合

以上の認定説示から明らかなように本件被害者160名（死亡者118名、受傷者42名）のうち、ホステス更衣室にいた11名（死亡者9名、受傷者2名）を除く149名の死傷の結果について、被告人Aの過失と被告人Bおよび被告人Cの過失とが相乗的に作用したことによるものであるから、右被告人3名の過失の競合によるものと認めるのが相当であり、ホステス更衣室にいた11名の死傷の結果については、被告人Bおよび被告人Cには過失はなく、被告人Aのみの過失によるものと認められるから、過失の競合は否定される。—大阪高等裁判所第7刑事部、判例時報1988（1262）

### 破棄自判
（要旨）被告人Bおよび同Cについて大阪高裁は「右被告人らが各注意義務を尽くしてもホステス更衣室で死傷した11名の死傷の結果を回避することはできなかった」として、それらの被害者に対する犯罪の証明がないことから11名の業務上過失致死傷については一部無罪とした。被告人3名に対する量刑の理由として大阪高裁は「本件火災で多数の死傷者を出すに至った原因は、被告人3名が防火管理責任者として基本的な心構えに欠け、業務上遵守すべき基本的な注意義務を怠ったことにある。消防当局からの指導や指示を軽視して各注意義務の履行も怠り、重大な結果を招いたものであり、被告人らの過失責任は重い。被害者の死傷の状況は極めて悲惨であり、遺族の被害感情も厳しい。本件火災が社会に与えた影響は大きく、その刑事責任は重いというほかない」と被告人3名を断罪した。
また情状酌量の理由として大阪高裁は「千日デパートビルでは共同防火管理体制が取られておらず、通報体制も元から整備されていなった。デパート側とプレイタウン側との間で共同の避難訓練を一度も実施しなかった。それらは被告人らの過失ではない。同ビルには建築施工上の欠陥が一部にあり、エレベーターシャフトや空調ダクトに猛煙が流れ込み、7階へ流入する要因になったことなどは予期することができず、被告人らの落ち度とは言えない。保安係員の増員に関する労務問題や救助袋の補修などに掛かる予算面の執行では、被告人らが過失責任を負うものではない。消防当局からのB階段を使用した避難誘導に関する具体的な指導や指示は無く、夜間閉店後の防火区画シャッター閉鎖の命令にも法的な義務や根拠もなかったことなど、前記のいずれも酌量すべき点である。遺族や被害者との間で示談が成立し、損害金の支払いも済んでいること、被告人らに前科前歴は無く、真面目な社会生活を送ってきたことを考慮すれば、刑事責任は重大であったとしても刑の執行を猶予するのが相当である」とした。（罪となるべき事実、証拠の目標、法令の適用は省略）

控訴審判決を受けて、被告弁護人らは「控訴審判決は実態を無視している」などと主張し、判決を不服として1987年10月1日、最高裁判所に上告した。

## 上告審決定
1990年（平成2年）11月29日、最高裁判所第一小法廷（裁判長裁判官・大堀誠一）で開かれた上告審において、裁判官全員一致の意見で決定が言い渡され、主文は「本件上告を棄却する」とされ、最高裁は原審判決を支持した。これにより3被告人の有罪が確定した。

最高裁判所は、被告弁護人1名の上告趣意のうち、憲法38条3項違反を主張したことについて、被告人C（プレイタウン支配人＝同店防火管理責任者）の捜査段階での自白調書のみによって同被告人を有罪にしたものでないことは明らかであるから前提を欠く、とした。また、その他の主張については、意見を言うことを含めて、実質は事実誤認および法令違反の主張であり、さらに被告弁護人4名の上告趣意についても、事実誤認および単なる法令違反の主張であるから、いずれも適法な上告理由に当たらない、とした。最高裁判所は、決定にあたり被告人A（日本ドリーム観光・管理部管理課長＝千日デパート防火管理者）、同B（千土地観光・代表取締役業務部長＝プレイタウン管理権原者）、同Cの過失責任について、職権によって検討を加えた。
被告人Aの過失について
（論旨）最高裁は被告人Aの過失について「千日デパートを経営管理する日本ドリーム観光は、夜間閉店後に店内工事が行われる場合、売場に大量の商品や可燃物が置かれている状況では火災が発生した場合に延焼拡大する恐れがあったので、可能な限りの防火対策を講じる注意義務があった。防火区画シャッターを可能な範囲で閉鎖し、保安係員を工事に立ち会わせたうえで、万が一に火災が発生した際には速やかに同シャッターを全て閉鎖し、消火作業を行うと同時にプレイタウンに火災発生を通報することで被害は最小に抑えられるのであり、右限度において同社は注意義務を負っていた。そのうえで被告人Aには、デパートビルの防火管理者として防火対策を実行する権限および履行可能性があったのであるから、各注意義務に違反して本件結果を招いた同被告人には過失責任がある」とした。

- 原判決では「本件火災の拡大を防止するためには、デパート閉店後に1階から4階までの売場内の防火区画シャッターを全部閉め（3階の自動降下式の4枚を除く）、工事が行われている場合は、工事に関連する防火区画シャッターのみを開け、保安係員を工事に立ち会わせ、あらかじめ開けておいたシャッターについては、いつでも閉鎖できるような体制を整えておくべきであり、被告人Aが右義務を履行できなかったような事情は認められない」として、その注意義務を肯定した。
- 閉店後の千日デパートで火災が発生した場合、従業員が不在になった各売場には多量の商品や可燃物が置かれているのであり、また5名体制の保安係員による防火および防犯等の保安管理は脆弱な状況下にあったので火災が容易に拡大する恐れがあった。したがって日本ドリーム観光としては、火災の拡大を防止するために法令上の有無を問わず、可能な限り様々な措置を講ずるべき注意義務があったことは明らかである。本件火災に限定して考えると、夜間工事が行われていた3階売場の防火区画シャッターを一部を除き全部閉鎖し、保安係員またはこれに代わるものを工事に立ち会わせ、出火に際しては直ちに出火場所側の防火区画シャッターを閉める措置を講じるとともに、プレイタウン側に火災発生を連絡する体制を採っておきさえすれば、煙は防火区画シャッターで区切られた部分に封じ込められ、7階プレイタウンへの煙の流入量を減少させることができたはずであり、保安係員またはそれに代わるものが保安室を経由してプレイタウン側に火災発生の連絡が入ることと相俟って、同店の客及び従業員を避難させることができたと認められる。日本ドリーム観光としては、すくなくとも右の限度において注意義務を負っていたと言うべきであり、原判決においても肯定されていると解される。
- 日本ドリーム観光の千日デパート管理部管理課長であり、千日デパートの防火管理者である被告人Aとしては、自らの権限により、上司である管理部次長の指示を求め、工事が行われる本件ビル3階の防火区画シャッター等を可能な範囲で閉鎖し、保安係員またはこれに代わる者を立ち会わせる措置を採るべき注意義務を履行すべき立場にあったと言うべきであり、右義務に違反し、本件結果を招いた被告人Aには過失責任がある。
—最高裁判所第一小法廷、判例時報1991（1368）
被告人Cの過失について
（要旨）最高裁は被告人Cの過失について「右被告人はプレイタウンの防火管理者として同店に滞在する客や従業員らに対して火災発生の際に避難誘導するなどして安全を担保する注意義務がある。平素から避難経路を策定し従業員を指導したうえで避難誘導訓練をおこない、救助袋の保守管理と同器具を使用した避難訓練をおこなう注意義務もあった。本件火災に際してデパート保安係から火災通報を受けられなかった事情があったとしても、各注意義務を怠った被告人Cの過失は明らかである」とした。

被告人Cは、プレイタウンの防火管理者として、平素から救助袋の維持管理に努め、従業員を指揮して客らに対する避難誘導訓練を実施し、煙が店内に侵入した場合、従業員は速やかに客らをB階段に誘導し、あるいは救助袋を使用して避難させることにより、客らに対して避難の遅延による事故発生を未然に防止すべき注意義務があった。　被告人Cは、あらかじめ階下からの出火を想定し、避難のための適切な経路の点検をおこなっていれば、B階段が安全確実に地上に避難できることができる唯一の通路であるとの結論に達することは十分可能であったと認められる。被告人Cは、建物の高層部で多数の遊興客を扱うプレイタウンの防火管理者として、本件ビルの階下において火災が発生した場合、適切に客らを避難誘導できるように、平素から避難誘導訓練を実施しておくべき注意義務を負っていたと言うべきである。したがって、保安係員らがいずれもプレイタウンに火災の発生を通報することを全く失念していたという事情を考慮しても、右注意義務を怠った被告人Cの過失は明らかである。—最高裁判所第一小法廷、判例時報1991（1368）
被告人Bの過失について
（要旨）最高裁は被告人Bの過失について「右被告人はプレイタウンの管理権原者であり、同店の防火責任者である部下の被告人Cと同様の注意義務があった。また被告人Cが防火管理業務を適切に実施しているかを指導監督する注意義務があったが、それを怠った被告人Bの過失は明らかである」とした。

被告人Bは、プレイタウンの管理権原者として、同店の防火管理者である被告人Cとともに、右被告人が負っていたのと同様の注意義務があった。被告人Bは、救助袋の修理または取替えが放置されていたことなどから、適切な避難誘導訓練が平素から十分に実施されていないことを知っていたにも関わらず、管理権原者として、防火管理者である被告人Cが防火管理業務を適切に実施しているかどうかを具体的に監督すべき注意義務を果たしていなかったのであるから、この点で被告人Bの過失は明らかである。—最高裁判所第一小法廷、判例時報1991（1368）

以上の検討結果および原審判決を支持したうえで、最高裁判所は3被告人について、最終的な決定を言い渡した。
→冒頭インフォボックス「最高裁判所判例」も参照のこと。

## 判決に対する評価
本件の司法判断は、無罪から有罪に振れたことで一般社会から様々な意見が出されたが、特に第一審の無罪判決については経営責任者への責任追及が為されなかったことを含めて多くの疑問が呈された。また消防関係者からは共同防火管理についての責任追及が為されていないことへの懸念が示され、法曹関係者からは有罪決定について法理論的な問題点が指摘された。

### 交通事故の法理論を適用
第一審判決では、被告人3名全員が無罪となったが、遺族やマスコミ、消防関係者の間からは一部を除き「予想外の判決だ」とする意見が多かった。日本のビル火災史上最大の惨事となった本件火災で、ビルの防火保安管理の不備や7階プレイタウン滞在者に対する避難誘導の懈怠、避難器具の保守管理放置などは各被告人の注意義務違反であり、被害の予見可能性はあったと認定されながら、各過失と死傷結果との間に因果関係はなく、不測の事態であるから各被告人がいくら手を尽くしても結果回避ができた証明がない、などとする司法判断は到底納得できるものではなかった。死者118名、負傷者42名にも及ぶ被害を出しながら、誰一人として刑事責任を問われないというのは、遺族や被害者の処罰感情や再発防止の観点からは、判決に非難が集まった。一部では雑居ビルゆえに無罪判決が出されたのでは、とも言われた。
一転して控訴審は各被告人の過失責任を認めて有罪判決を下し、最高裁も原審判決を支持した。3被告人とも管理権原者や防火管理者としてデパートビルや7階プレイタウンに滞在する客や従業員に対して保証人的地位にいる者であり、それらに監督過失を認めた。雑居ビルの安全性保障の見地からビルを所有管理する者に幅広い高度な注意義務を課し、刑事過失責任を追及することを最高裁が認めたことは司法判断として意義が大きく、本件有罪決定が実務に大きな影響を及ぼすとされる。またビル管理者とテナントの間で信義則を適用することでビル側が刑事責任を免れるということは容易に認められないという司法判断でもあった。被告人A（デパート管理課長）について、上司に指示を求める「進言義務」に言及されている点は注目され、上司と部下の間で職務上の指示が無かったことで責任を免れることを塞ぐ判断である。被告人B（プレイタウン管理権原者）について、右被告には同店防火管理者である被告人C（プレイタウン支配人）が右業務を忠実に実施しているかを監督する注意義務に違反した過失があるとした点は、監督過失を高度に判断したものであり、部下が注意義務を履行していると信頼しているだけでは監督過失責任は免れないということを示した。
商業施設や宿泊施設の火災事件では、重大な死傷結果が出た場合に管理権原者や防火管理者が過失責任を追及される判例が増えてきたが、犯罪の構成要件、違法性、責任が具体的に何であるのかがはっきりしないという問題がある。交通機関の事故における責任追及では、運行規則による注意義務を遵守するだけではなく、広汎な注意義務も要求され、さらには信義則を肯定したうえで判決が出されるが、火災事件の場合は法整備が立ち遅れていたことから判例にも乏しく、本件の判決では従来の交通事故の法理論をそのまま適用せざるを得ない側面もあった。
処罰感情や予防的な社会要請に従って被告を処罰することは法理論的には問題だとする考えもある。火災事件の場合、防火管理者などに科す刑事責任は、火災が発生する前の行為に重点が置かれる。本件でいえば夜間店内工事に際して売場の防火区画シャッターを閉鎖する体制を整えなかったこと、保安係員を夜間工事の監視業務に就かせなかったこと、吹き抜け閉鎖用シャッターや救助袋のメンテナンスを怠ったこと、避難訓練や従業員の指導を行わなかったことなどが当てはまる。法的根拠なしに審理すれば、それらの行為が適用される範囲が過去に遡り、どのようにも拡大解釈される恐れがあり、実際の実行行為と法律で保護される権利侵害との関係が曖昧になりかねないとする見方もある。また経営者や防火管理者の保証人的地位や不作為犯の実行行為の構造を明確にしない限り、裁判官の裁量によって有罪にも無罪にもどちらにも判決が揺れる可能性があり、被告人を不安に陥れる点で問題だとされる。

### 避けられた責任追及
本件では、公訴事実および公判廷全般において「共同防火管理」についての責任が追及されていないのは問題だとする意見がある。千日デパートビルは複合用途の防火対象物であり、雑多なテナントが一つのビルに入居して営業し、管理権原や保安体制も分かれていることから消防法令の定めるところによりデパート側とテナントが一つにまとまって共同防火管理をおこなう義務があった。しかし法令の縛りが緩く、違反に対して罰則もなかったことから同ビルは本件火災発生までにその体制が取られていなかったことで被害が拡大した。本件民事裁判における損害賠償請求訴訟では、共同防火管理の下に保証される最も重要な保安管理義務は、千日デパートではテナントに対する保安管理契約という形で事実上存在し、その不備や懈怠によって債務不履行が生じてテナントは損害を被ったと認定された。そのことからすれば、刑事裁判においても公訴事実に従って共同防火管理の不備について責任が追及されるべきだとする意見があり、なぜそのことは不問にされたのか疑問が呈された。共同防火管理に対する責任追及が無いということは、千日デパートを経営管理する日本ドリーム観光の経営陣の責任に波及しないということであり、企業組織の一社員に過ぎない防火管理者だけに刑事責任を科すことは妥当ではないといった指摘も見られた。本件よりも1年半早く一審判決が出された大洋デパート火災事件では、5名の被告が業務上過失致死罪で起訴されたが、そのうちの3名は経営者であり、管理権原が一つにまとまっている百貨店では責任の所在は明確であった。しかし千日デパートのような複合用途の商業施設ではテナントからの出火となれば責任の所在もさることながら、家主と店子の間で責任の擦り合いに至ることからも司法判断が難しく、実際に本件では千日デパート経営者に過失責任が及んでおらず、防火管理に直接関与していないことを理由に経営者や管理権原者（デパート店長）に対する責任追及に結びつくところは避けた印象もある。
さらに本件では「火災通報の欠如」について責任の追及が為されていないことには問題があると指摘する向きもある。本件火災は3階で発生した火災を7階プレイタウンに通報しなかったことで同店に滞在していた客や従業員の逃げ遅れに繋がり、未曾有の人的被害を出すに至っており、1階保安室が火災を覚知した22時34分過ぎに速やかにプレイタウンへ電話で通報しておけば人的被害は最小に抑えられたとされている。通報業務はデパート保安係員の役割とされているが、実際にはプレイタウンへの通報を失念し、通報体制について平素から何らの取り決めもされていなかった。この火災通報の欠如が人的被害発生の根本原因だと言っても過言ではなく、建設省「千日デパートビル火災調査委員会」の調査で被害拡大の2大要因のうちの1つに挙げられているほどである。それにもかかわらず保安係長が書類送検はされたが起訴は見送られた。理由は「火災が延焼を始めたころには7階プレイタウンでも火災を覚知していたのであり、通報しなかったことに落ち度はない」というものだが、消防法令で共同防火管理が義務付けられている中では、建物の管理者からテナントへ災害発生の通報義務があって然るべきと考えられ、たとえ通報の取り決めがなく、プレイタウンがビル内で管理外に置かれていたとしても、道義的あるいは条理の観点からも通報は当然の義務だとされる。保安係にはテナントの客や従業員に対して保証人的地位はなく、信義則もない、通報しなかったことは不作為であり、実行行為もないとすれば罪にも問えないだろうが、被害者の法律で護られるべき権利が侵害されているとすれば問題がある。

### 有罪判決の是非
被告人C（プレイタウン支配人）について、客や従業員に対して適切な避難誘導を怠った過失を控訴審で認定したことは注目されるところで、平素からの避難訓練を怠っていたことと、実際の火災で避難誘導を失念したことを関連付けて死傷結果に至ったことに過失責任があるとした。防災対策や訓練の不備によって刑事責任を追及すると、因果関係や予見可能性が曖昧かつ抽象的に判断され、結果回避の可能性が法的根拠によらずに論理的思考によって認定されるなど、過失犯認定の判断が曖昧になる。防災対策は、火災が発生する前の予防的措置が目的であり、火災が発生したあとの責務不履行は次元の違う話だとする見方がある。防火管理者に保証人的地位を認めるとしても、その過失は不作為によるものであるから、過失犯として処罰される可能性があるのは疑問だとする考えもある。結果発生の現実的危険が発生した時点で、当該結果の発生の防止が可能であるにもかかわらず、それを故意に防止しないとか、過失によって防止しない不作為があって初めて過失致死傷罪の構成要件となるが、被告人Cはプレイタウンの支配人であり防火管理者でもあったから保証人的地位が認められるとされる。実際に同被告人は火災発生時に現場に居て業務を行っていたのであるから、各注意義務違反によって結果回避義務を尽くさなかったことが過失責任の認定根拠になっていることに関しては、控訴審の有罪判決は評価できるとする向きもある。
一方、被告人A（デパート管理課長）および同B（プレイタウン管理権原者）の有罪判決については不当だとする意見がある。被告人Bに保証人的地位があったとしても、発災当時に同被告人は火災現場に居なかったのであり、過去の防災対策の不備や職務怠慢、被告人Cへの指導監督不足など、それらが実行行為の内容なので、不真正不作為犯の過失行為とはなり得ず、被告人Bに保証人的地位が認められないのなら、過失は認められないとする考え方がある。そのことは被告人Aについても同様で、発災時には3階火災現場に居なかった同被告人が過去の防災対策の不備で過失を問われるのは「不作為」であるから不当であると考える向きもある。被告人Aおよび同Bについては、もしも本件火災またはそれに類する失火などが起きないと仮定した場合、注意義務違反と言われていることが現に存在しても、けして火災は起きないのであるから死傷結果も生じないのであり、不作為の過失に実行行為を認めるのは難しいとする意見もある。また防火管理者としての平素の怠慢を追及するだけではなく、夜間店内工事などの危険度がある実際の行為に対して、具体的に取るべき措置を怠ったことについて責任が追及されるべきとする考えもある。
過失の競合について、本件では各被告人の過失の同時責任を認めている。本件の各被告人は不作為犯であるから、独立した結果について同時責任が追及されるべきであるが、不作為犯の構造は明確にする必要がある。また今後はビル火災事件では過失の共同正犯を認定していく方向になるべきとする考えもあり、個別の管理監督に対する過失を求めるよりも共同実行の過失のほうが認定しやすく、妥当な判決をもたらすとされる。

### 判決の影響
本件の有罪判決決定によって不特定多数が出入りする建築物の管理権原者および防火管理者には、平素から防火設備などを保守点検したうえで火災を未然に予防し、避難訓練や避難誘導で滞在者の安全を図る高度な注意義務があり、結果回避措置を取る責務は重いと判断が示されたことは、経営者や防火管理者にとっては戒めとなった。本件以降、類似の火災事件に対しては管理権原者や防火管理者などに厳しい刑事責任が科せられる流れになった。現在では幾度にも亘り消防法令が改正され、共同防火管理が法令に基づき義務化されたことで予防面や設備面の充実が図られるきっかけとなり、作為的犯罪行為によるものを除き、過失や失火等による大規模なビル火災事件は、火気取り扱いに対する一般的なモラルの向上と相俟って激減するに至っている。